# Cronologia dell'età napoleonica

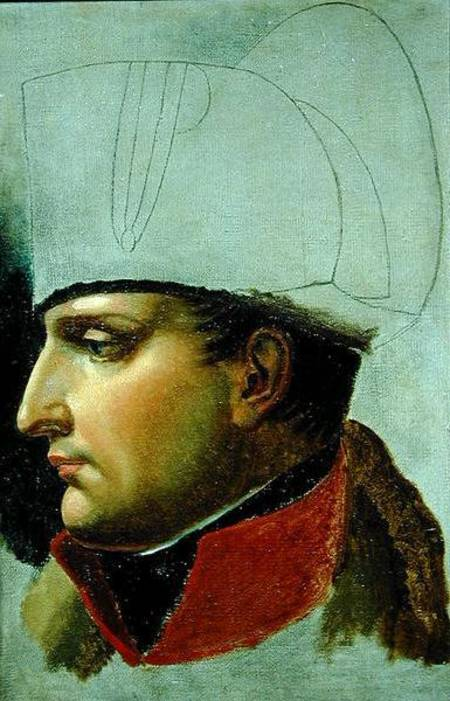
Napoleone Bonaparte (ritratto da Anne-Louis Girodet de Roucy-Trioson).

L'epoca napoleonica è un periodo di poco meno di vent'anni (1799 – 1815) durante i quali l'azione militare e politica di Napoleone Bonaparte sconvolse la situazione delle nazioni europee lasciando una traccia profonda nella storia contemporanea e condizionando fortemente la vita delle generazioni europee successive.

## Premessa
Scopo di questa cronologia è quello di esporre sinteticamente, in una rigorosa successione temporale, gli eventi che hanno caratterizzato l'epoca napoleonica. Per meglio inquadrare la figura di Napoleone e le sue opere nel contesto dei tempi, può essere opportuno riferirsi alla Cronologia della rivoluzione francese e alla voce biografica Napoleone Bonaparte.
Ove possibile, se significative, sono state indicate le date complete di giorno, mese, anno dell'evento citato, altrimenti solo mese ed anno. Quando l'evento ha data incerta riguardo al giorno (caso, ad es. del cosiddetto "Colpo di Stato del 18 brumaio") si è indicato il giorno più probabile o comunque quello che viene abitualmente citato nei testi (in genere si tratta di eventi verificatisi nell'arco di due giorni contigui) o quello durante il quale l'evento ha avuto la sua parte maggiore.
Quando il protagonista dell'evento di cui si parla è Napoleone, il nome viene solitamente sottinteso. Negli altri casi, Napoleone viene indicato solo con il nome di battesimo, a meno che non sia necessario aggiungere titoli o appellativi, quali Primo Console o Imperatore.

## Antefatti
1764
6 agostoTrattato di Compiègne: la Francia ottiene dalla Repubblica di Genova il mandato ad occupare per suo conto le principali piazzeforti in Corsica.
1768
7 gennaionasce ad Ajaccio, capoluogo della Corsica, Giuseppe I Bonaparte, fratello maggiore di Napoleone, da Carlo Maria Buonaparte e Maria Letizia Ramolino.
15 maggiotrattato di Versailles: la Repubblica di Genova cede i suoi diritti sulla Corsica alla Francia in cambio di sussidi finanziari.
1769
19 maggioPasquale Paoli, detto "Il Padre Della Patria" dal Movimento Nazionalista della Corsica, è sconfitto dai francesi a Ponte Nuovo, sempre in Corsica
15 agostoNapoleone Bonaparte nasce ad Ajaccio.
1775
21 maggionasce Luciano Bonaparte.
1777
13 gennaionascita di Elisa Bonaparte Baciocchi.
1778
7 gennaioNascita di Luigi Bonaparte, futuro re dei Paesi Bassi
1779
1º gennaioNapoleone è al collegio di Autun per imparare il francese
15 maggioNapoleone entra nella Scuola militare di Brienne: vi rimarrà 5 anni
1780
20 ottobrenascita di Paolina Buonaparte.
1784
30 ottobreNapoleone lascia Brienne diretto a Parigi come "Cadetto Gentiluomo".
15 novembrenascita di Girolamo Bonaparte, futuro primo e unico sovrano di Vestfalia.
1785
25 febbraioil padre di Napoleone muore di tumore a Montpellier.

## Napoleone giovane ufficiale

Il giovane Napoleone (ritratto da Henri Félix Emmanuel Philippoteaux.)

1785
30 ottobreparte per Valence (Reggimento La Fère) con il grado di sottotenente di Artiglieria
1789
5 maggioapertura ufficiale degli Stati generali a Versailles da parte del re Luigi XVI di Francia.
14 lugliopresa della Bastiglia e inizio convenzionale della rivoluzione francese.
21 agostorientra in Corsica (congedo temporaneo)
3 novembrepartecipa ai moti rivoluzionari di Bastia
1790
settembresi mette al servizio di Pasquale Paoli, inviato dall'Assemblea Nazionale di Parigi
1791
fine gennaiorientra sul continente in Francia ed al Reggimento La Fère
giugnoè nominato tenente al 4º Artiglieri di Grenoble a Valence.
21 giugnoil re Luigi XVI e la famiglia reale francese vengono arrestati a Varennes mentre tentano la fuga dalla Francia, così il 25 il Re verrà dichiarato "sospeso".
settembreritorna in Corsica (congedo)
1792
30 marzoè eletto tenente colonnello in Seconda del Battaglione Volontari di Ajaccio – Tallano
8-13 aprilecombatte contro la rivolta di Ajaccio
20 aprilela Francia dichiara guerra "al re d'Ungheria e di Boemia" Francesco II d'Asburgo-Lorena e poche settimane dopo, la Prussia si uniscono agli austriaci contro i francesi.
maggioè a Parigi
20 giugnole Tuileries sono saccheggiate dalla folla ed il re Luigi XVI si rifugia presso l'Assemblea legislativa. Napoleone assiste da spettatore all'invasione degli appartamenti reali da parte della folla, e vede il re brindare con gli invasori. L'Assemblea decide l'elezione di una Convenzione per la riformulazione della Costituzione in previsione della abolizione della monarchia.
12 luglioè reintegrato nell'esercito con funzioni di capitano al 4º artiglieri ed effetto retroattivo dal 6 febbraio
9 settembreparte per la Corsica ad accompagnare la sorella quindicenne Elisa, fatta uscire dal collegio di Saint-Cyr per timore dei gravi disordini e massacri che sono in Parigi all'ordine del giorno
21 settembreproclamazione della Repubblica francese.
5 ottobrerientra ad Ajaccio
1793
21 gennaioesecuzione capitale di Luigi XVI.
febbraiopartecipa ad una spedizione militare di volontari corsi e marsigliesi contro la Sardegna avente lo scopo di occupare le isole della Maddalena dalle quali si controllano le bocche di Bonifacio: il suo compito è di bombardare l'isola principale da quella di Santo Stefano ove piazza quattro cannoni. Ma la paura dei soldati e gli ordini di Pasquale Paoli di non infierire fanno fallire la missione: deve reimbarcarsi lasciando pure i cannoni che i marinai si rifiutano di reimbarcare. Nasce in lui il disprezzo per il Paoli.
marzosi forma la prima coalizione (Austria, Prussia, Province Unite, Inghilterra, Spagna e Portogallo) contro la Francia (Il Regno di Sardegna vi aderirà il 20 aprile).
2 aprilericeve una lettera del fratello Luciano da Marsiglia che gli comunica la decisione del Direttorio di far arrestare Pasquale Paoli. La lettera viene però intercettata e letta dai seguaci del Paoli. I delegati della Corsica riuniti nella cittadina di Corte condannano i Bonaparte. Da allora Napoleone deve nascondersi: bande di "paolisti" gli devastano ed incendiano la casa. Viene arrestato ma riesce a fuggire.
26 maggiola Corsica, sotto l'impulso di Pasquale Paoli, si ribella definitivamente ai francesi.
31 maggioriesce ad imbarcarsi clandestinamente con la famiglia ad Ajaccio per Calvi.
11 giugnosi imbarca con tutta la famiglia a Calvi su un peschereccio che lo porterà a Tolone, abbandonando così definitivamente la sua amata Corsica. A Tolone lascia la famiglia per rientrare al reggimento.
31 luglioesce su Le Courrier d'Avignon un suo opuscolo di una ventina di pagine intitolato Le souper de Beucaire, ove si immagina una discussione fra quattro persone una delle quali convince le altre alla causa repubblicana. L'opuscolo, stampato a sue spese e distribuito fra le truppe, gli procurerà una certa fama
16 settembreviene assegnato all'Armata d'Italia, comandata dal generale Carteaux, per intercessione del rivoluzionario còrso Saliceti.
18 settembreinizia l'assedio di Tolone e il giovane Napoleone è messo al comando di una batteria d'artiglieria.

## Inizio della carriera militare

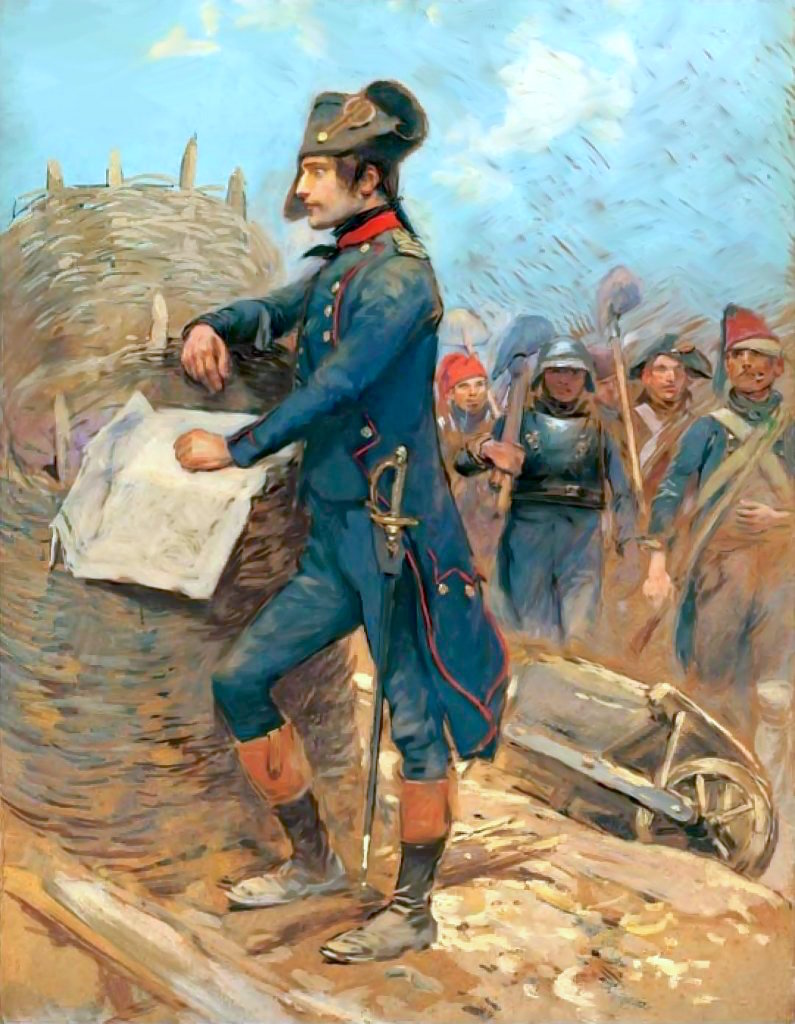
Napoleone all'assedio di Tolone.

16 novembreIl generale Dugommier, che ha sostituito il generale Carteaux al comando dell'armata d'Italia, approva il suo piano per l'attacco alla fortezza di Tolone.
19 dicembreComanda l'assalto a Tolone e vi entra dopo aver cacciato gli inglesi. Pochi giorni dopo riceve la nomina a generale di brigata. Durante l'assedio verrà ferito da un colpo di baionetta alla coscia sinistra. Successivamente Dugommier, destinato al comando dell'Armata dei Pirenei Orientali, verrà sostituito dal generale Dummerbion.
1794
6 febbraioÈ nominato da Maximilien de Robespierre generale comandante dell'artiglieria dell'Armata d'Italia comandata dal generale Dumerbion che, stanco ed ammalato, gli lascia di fatto il comando, approvando i suoi piani
27 febbraioNota una bella casa borghese ad Antibes e ne ordina la requisizione per farne la sua residenza ove accoglierà la madre Letizia Ramolino con i fratelli e le sorelle
23 luglioAlessandro di Beauharnais, primo marito di Giuseppina, futura moglie di Napoleone Bonaparte, viene ghigliottinato a seguito dell'accusa di tradimento dopo una sconfitta contro gli austro-prussiani a Magonza
luglioGiuseppe Buonaparte sposa Marie-Julie Clary, la cui sorella minore, la sedicenne Désirée, sarà fidanzata di Napoleone e poi moglie di Bernadotte.
9 agostoviene arrestato con l'accusa di complotto a favore di Maximilien de Robespierre, ma dieci giorni dopo cadono le accuse e viene liberato.
1795
21 aprileSi fidanza ufficialmente con la cognata Désirée Clary, (sorella della moglie di suo fratello Giuseppe) ma già nell'agosto successivo scriverà al fratello da Parigi pregandolo di comunicare a Désirée la rottura del fidanzamento
7 maggioRiceve il decreto della sua nomina a comandante di una brigata di fanteria in Vandea: anziché presentarsi al comando parte per Parigi e questo gli costerà la radiazione dall'esercito
15 settembreè radiato dall'esercito dal Comitato di Salute pubblica per non essersi presentato a maggio al comando della brigata in Vandea
5 ottobreInsurrezione del 13 vendemmiaio: le sezioni realiste minacciano la Convenzione occupando le strade di Parigi con i loro armati. Paul Barras nomina Napoleone comandante in seconda dell'Armata dell'Interno: prende il comando e fa aprire il fuoco sulla folla di controrivoluzionari, davanti alla chiesa di San Rocco, uccidendo circa trecento persone. I moderati lo chiameranno "Generale 13 vendemmiaio", ma per la classe dirigente, legata alla Convenzione, è un nuovo eroe.
16 ottobreè nominato generale di divisione e, poco dopo, Comandante in capo dell'Armata dell'Interno
1796
2 marzoÈ nominato dal Direttorio Comandante in capo dell'Armata d'Italia, il comando dell'armata dell'interno passa al generale Hetry
9 marzoSposa la creola trentaduenne Giuseppina Tascher de la Pagerie, vedova Beauharnais. Ha da poco mutato il suo cognome da Buonaparte in Bonaparte
18 agostoTrattato di Sant'Ildefonso: alleanza tra Francia e Spagna in funzione anti-inglese.

## La prima Campagna d'Italia

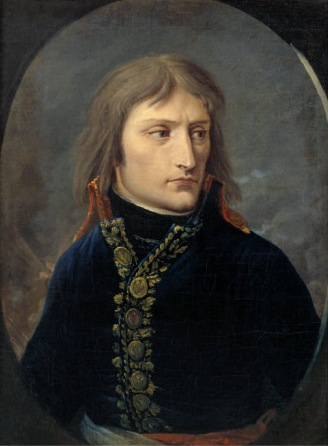
Ritratto di Napoleone durante la Prima Campagna d'Italia (di Louis Albert Bacler d'Albe)

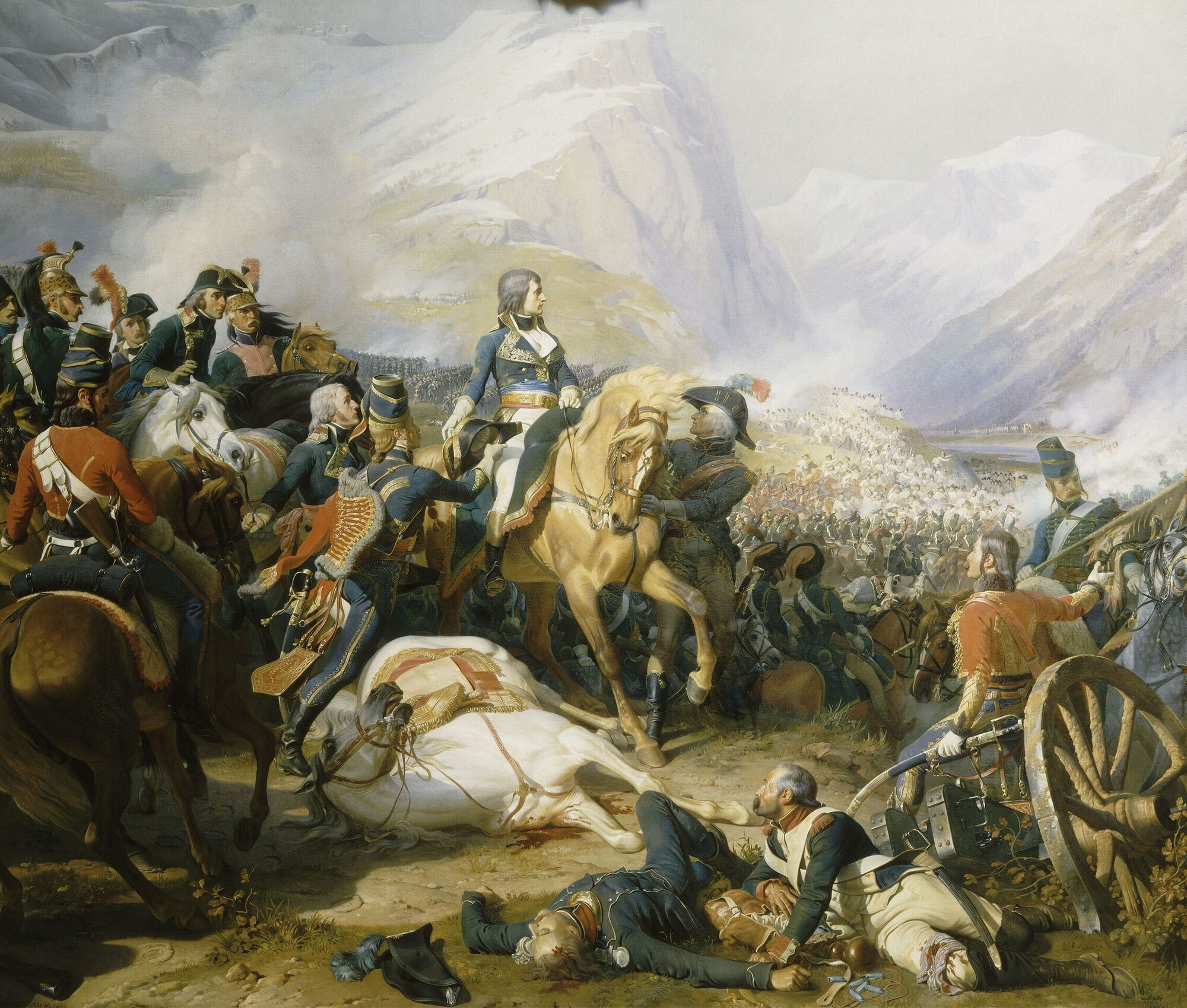
Il generale Bonaparte alla battaglia di Rivoli, di Henri Félix Emmanuel Philippoteaux.

1796
12 aprileInizia la campagna di Montenotte. In dieci giorni il generale Bonaparte sconfiggerà ripetutamente gli eserciti austriaco e piemontese. Prima vittoria contro gli austriaci del generale Jean-Pierre de Beaulieu nella battaglia di Cairo Montenotte
13 aprileSconfigge le truppe piemontesi del generale Colli nella battaglia di Millesimo
15 aprileLe truppe francesi occupano, dopo una iniziale ritirata, Dego e Cosseria
21 aprileSconfigge i piemontesi al comando del generale Colli nella battaglia di Mondovì
28 aprileFirma l'armistizio di Cherasco e il Regno di Sardegna esce dalla guerra
9 maggioImpone l'armistizio al Duca di Parma e Piacenza
10 maggioSconfigge gli austriaci nella battaglia di Lodi
16 maggioEntra a Milano alla testa dell'Armata d'Italia
5 giugnoArmistizio fra Napoleone ed il Re di Napoli
12 giugnoLe truppe di Napoleone entrano nello Stato Pontificio (Romagna)
23 giugnoAccordo con lo Stato Pontificio che deve accettare l'occupazione della sua parte settentrionale (Legazioni)
5 agostoSconfigge l'esercito austriaco del feldmaresciallo Dagobert von Wurmser nella battaglia di Castiglione e gli austriaci si ritirano nel Tirolo
8 settembreSconfigge gli austriaci del feldmaresciallo von Wurmser nella battaglia di Bassano
4 ottobreRompe l'armistizio con il Duca e si riprende Modena
6 novembreLe truppe francesi vengono sconfitte a Bassano e sei giorni dopo a Caldiero
17 novembreBatte gli austriaci nella battaglia di Arcole.
1797
14 gennaioDecisiva vittoria di Napoleone nella battaglia di Rivoli e l'esercito austriaco del generale Joseph Alvinczy von Berberek viene distrutto
2 febbraioCapitola Mantova con le ultime truppe austriache in Italia
9 febbraioLe sue truppe occupano Ancona per costringere il papa Pio VI alla trattativa
14 febbraioLa flotta inglese dell'ammiraglio John Jervis sconfigge quella spagnola a Capo San Vincenzo
18 febbraioGli inglesi occupano l'isola spagnola di Trinidad
19 febbraioTrattato di Tolentino: Pio VI accetta la cessione di Avignone e del Contado Venassino alla Francia e di Bologna, Ferrara e della Romagna (Legazioni) alla Repubblica Cispadana
4 marzoJohn Adams diviene Presidente degli Stati Uniti d'America: succede a George Washington
9 marzoInizia l'offensiva contro l'Arciduca d'Austria Carlo
21 marzoConquista Gradisca e Tarvisio e il giorno successivo Bolzano. Il generale Bernadotte entra in Trieste ed il generale Joubert in Bressanone il 23
27 marzoIl generale Andrea Massena occupa Villaco ed il giorno dopo Klagenfurt
7 aprileHa inizio la campagna della Sambre et Mosa: il generale Championnet batte gli austriaci ad Altenkirchen
17 aprileAccordi preliminari di pace con l'Austria a Leoben: l'imperatore rinuncia al Belgio, la questione dei territori alla sinistra del Reno è demandata ad apposito Congresso. Clausole segrete attribuiscono i territori della Repubblica di Venezia fino all'Oglio più la Dalmazia e l'Istria all'Austria, le isole ionie alla Francia
5 maggioElisa Bonaparte sposa a Marsiglia Felice Baciocchi
29 maggioDà l'ultimatum al Doge di Venezia
10 giugnoGli austriaci occupano la ex Dalmazia veneta
14 giugnoInizio della Repubblica Ligure con capitale Genova
19 giugnoPaolina Bonaparte sposa il generale francese Victor Emanuel Leclerc
28 giugnoTruppe francesi sbarcano a Corfù e successivamente occuperanno anche Zante e le altre isole del Mar Ionio
29 giugnoNasce la Repubblica Cisalpina (ex Ducato di Milano, Bergamasco, Cremonese, Modenese)
3 luglioTalleyrand propone al Direttorio una spedizione militare in Egitto
9 luglioLa Repubblica Cisalpina incorpora quella Cispadana
16 agostoNapoleone scrive al Direttorio una lettera ove propugna un intervento militare in Egitto per "distruggere veramente l'Inghilterra"
4 settembre (18 fruttidoro)Colpo di Stato effettuato per conto dei membri repubblicani del Direttorio dal generale Augereau (inviato da Napoleone) ed arresto dei realisti fra i quali il generale Pichegru che verrà deportato in Guyana di dove evaderà l'anno dopo
10 ottobreLa Valtellina viene sottratta al Cantone dei Grigioni ed annessa alla Repubblica Cisalpina
11 ottobreL'ammiraglio inglese Adam Duncan sorprende e sconfigge la flotta olandese, che trasportava 15.000 soldati franco-olandesi destinati all'invasione dell'Irlanda, a Camperdown
17 ottobreTrattato di Campoformio: confermati sostanzialmente gli accordi di Loeben, inoltre Venezia (con i suoi territori fino all'Adige) va all'Austria, i territori a sinistra del Reno fino a Colonia alla Francia, la Lombardia va alla Repubblica Cisalpina. Viene programmato il Congresso di Rastatt per definire l'assetto dell'Impero (sarà aperto il 28 novembre e durerà fino all'aprile 1799 senza giungere ad alcun accordo)
16 novembreMuore Federico Guglielmo II di Prussia, gli succede Federico Guglielmo III
28 novembreApertura del Congresso di Rastatt
5 dicembreRientra in Parigi e il 9 il generale Berthier lo sostituisce a capo dell'Armata d'Italia
28 dicembreMoti antifrancesi a Roma: assassinato il generale Mathurin-Léonard Duphot, ospite dell'ambasciatore francese, che incitava la folla alla ribellione contro il Papa. Le scuse del Papa vengono respinte dal Direttorio

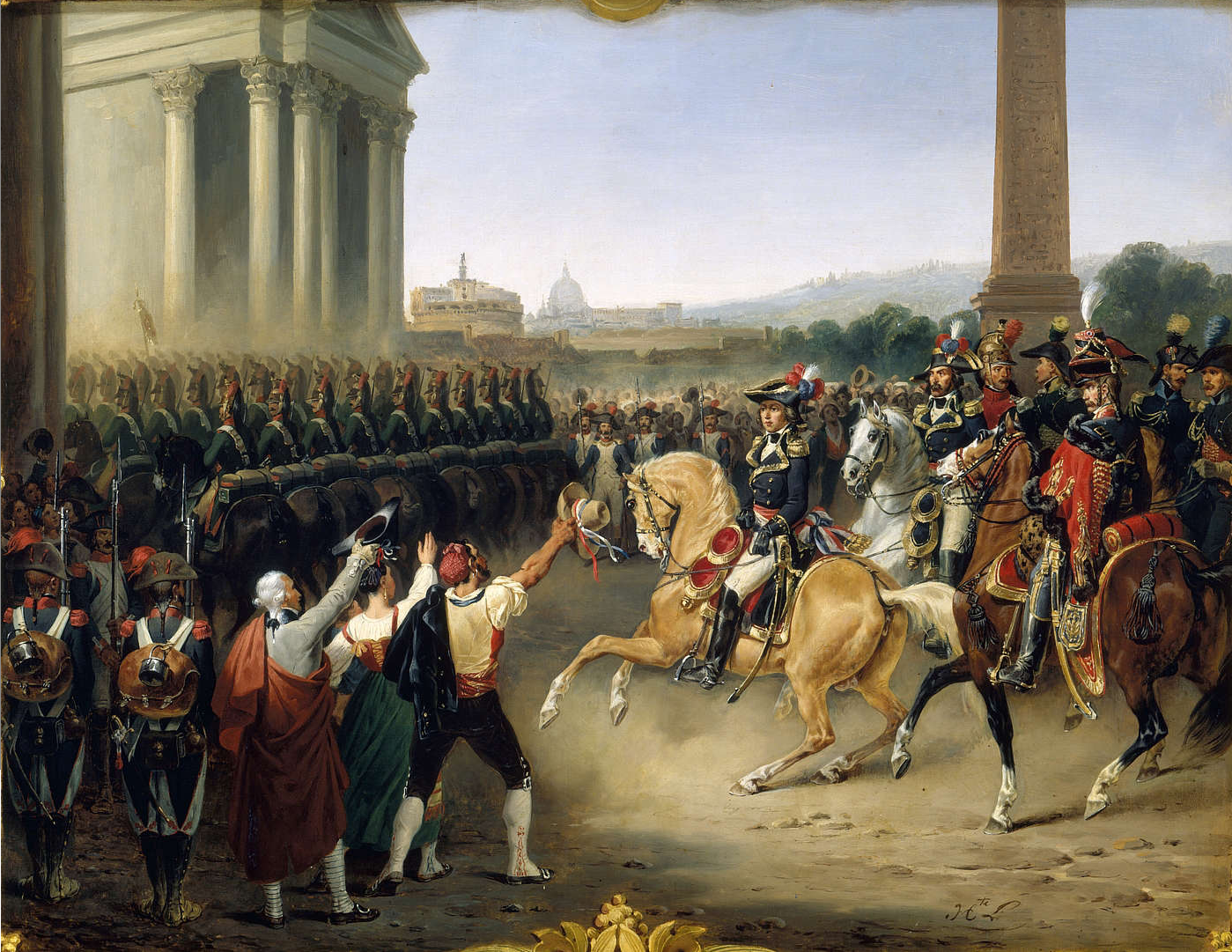
Il generale Louis Alexandre Berthier entra a Roma con le truppe dell'Armata d'Italia l'11 febbraio 1798 (di Hippolyte Lecomte).

1798
15 gennaioRivolta del cantone di Vaud contro il Governo di Berna. Il 24 viene proclamata a Losanna l'indipendenza del Vaud da Berna
18 gennaioGli austriaci occupano Venezia e viene emesso un decreto che dispone il sequestro di tutte le navi di paesi neutrali che trasportino merci inglesi
28 gennaioTrattato di Mulhouse: la città è francese
5 febbraioIl generale Berthier, inviato dal Direttorio, occupata Roma il giorno 11, dichiara decaduto il potere temporale del Papa (Pio VI) e proclama la Repubblica Romana. Cinquecento casse di oggetti d'arte e trenta milioni vengono inviati a Parigi: serviranno, con il tesoro di Berna, a finanziare la campagna d'Egitto
20 febbraioPio VI viene esiliato a Siena: si trasferirà sei mesi dopo a Firenze
6 marzoTruppe francesi del generale Brune occupano Berna. Il tesoro della città è saccheggiato dalle truppe francesi e dal commissario Rapinat, inviato dal Direttorio
9 marzoLa Dieta germanica ratifica a Rastatt l'annessione della riva sinistra del Reno da parte della Francia
21 aprileViene proclamata ad Aarau la Repubblica Elvetica, una ed indivisibile. Il 26, con il Trattato di Ginevra, la Repubblica Elvetica è soggetta alla Francia
2 maggioIl generale Schauenburg sconfigge a Morgarten gli svizzeri contrari all'ingresso del loro Paese nell'orbita della Francia
17 maggioLe truppe francesi occupano Sion ed il Vallese

## Campagna d'Egitto e Seconda coalizione

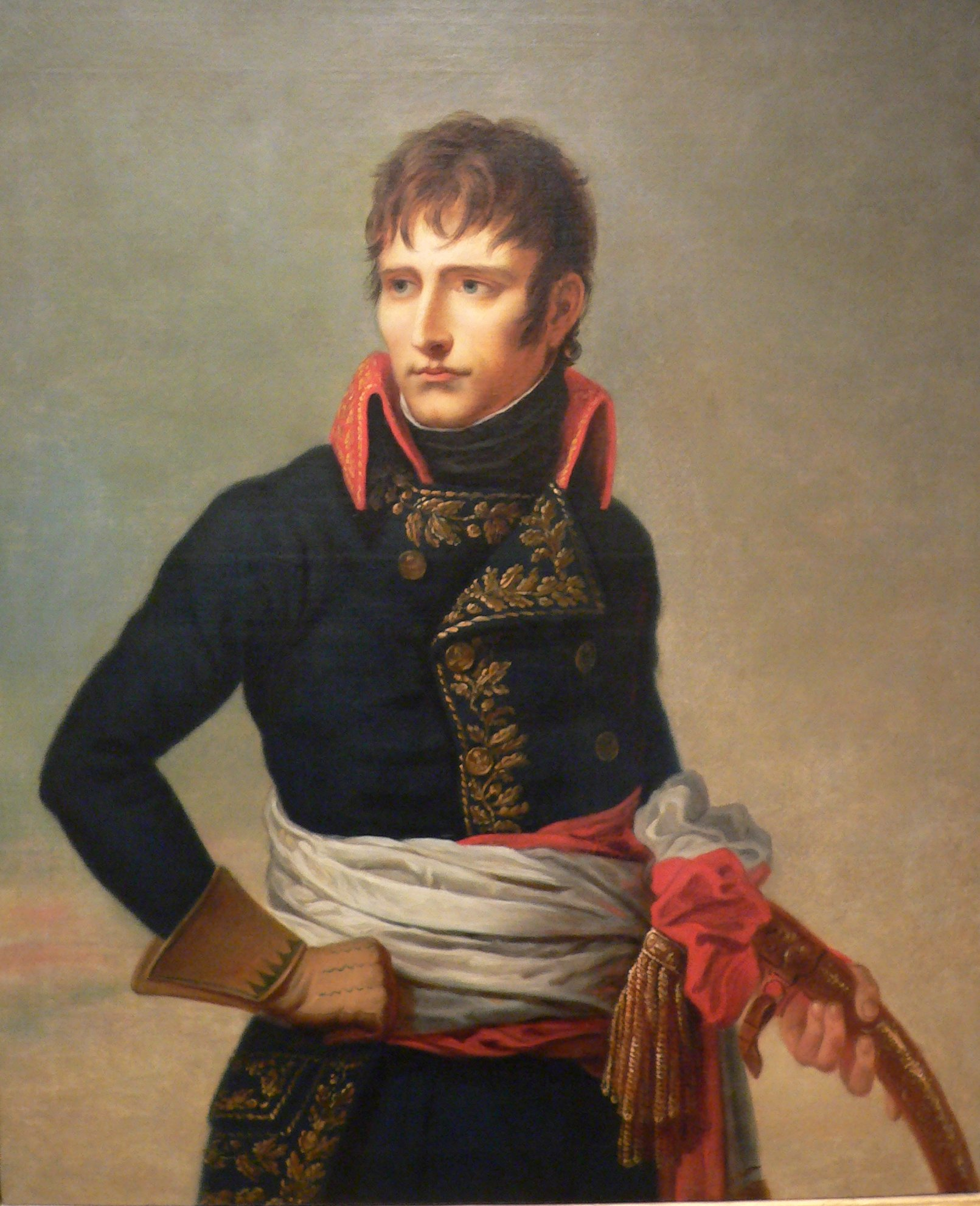
Napoleone nel periodo della campagna d'Egitto (dipinto di Andrea Appiani).

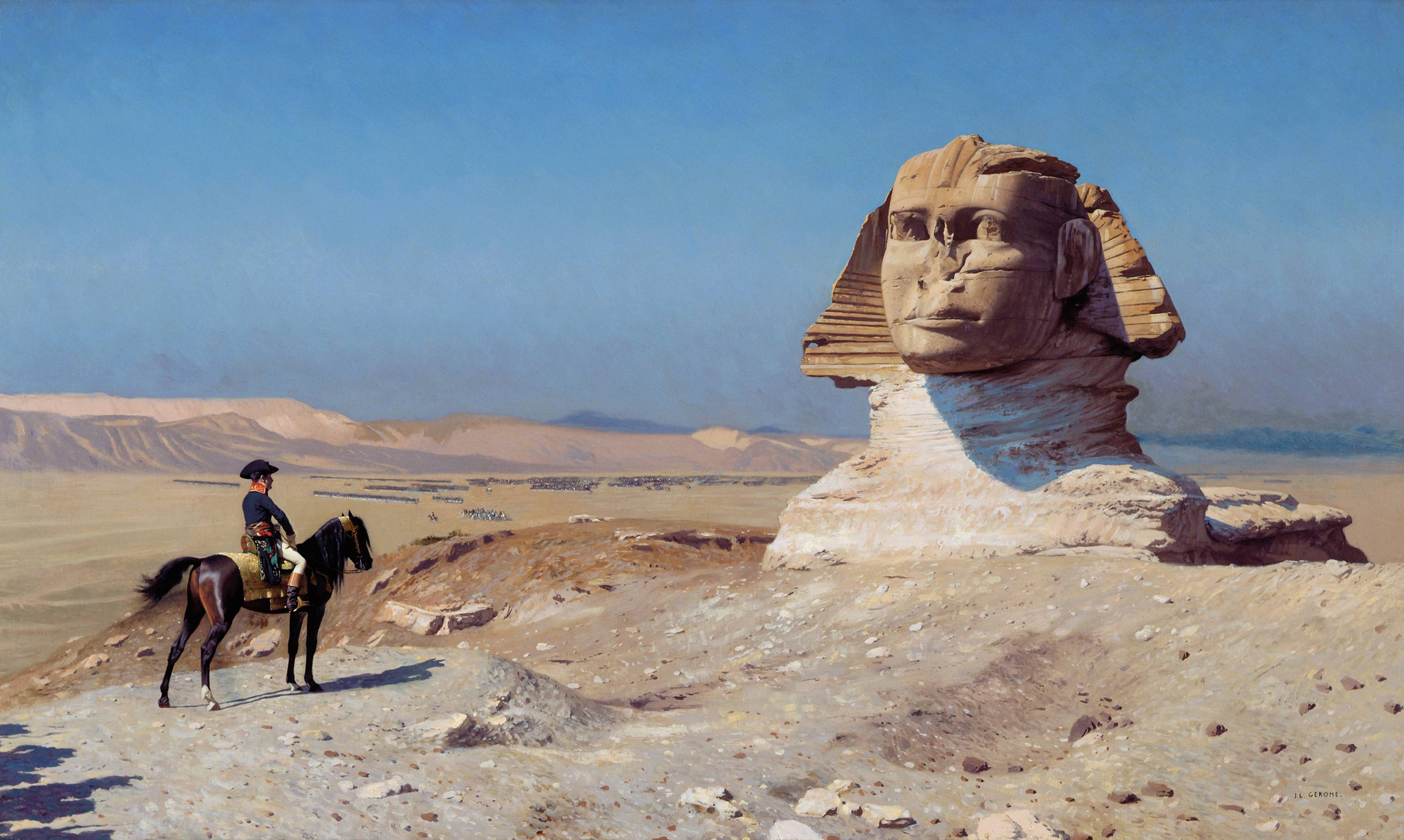
Il generale Bonaparte contempla la Sfinge (dipinto di Jean-Léon Gérôme).

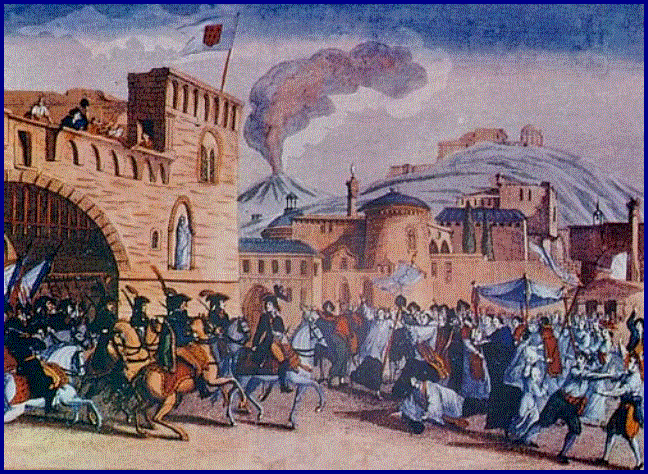
L'esercito francese del generale Championnet entra a Napoli il 23 gennaio 1799.

19 maggioImbarcato sulla nave da guerra Orient parte per l'Egitto con l'Armata (35.000 uomini su 200 navi comandate dall'ammiraglio Brueys) da Tolone
23 maggioScoppia la Rivolta irlandese: verrà repressa dagli inglesi il 14 luglio
9 giugnoOccupa e depreda Malta (molta parte del bottino finirà due mesi dopo in fondo al mare nella rada di Abukir) dalla quale ripartirà il 19. Termina, dopo oltre due secoli e mezzo, la sovranità dei Cavalieri di Malta sull'arcipelago maltese
1º luglioSbarca in Egitto ed il giorno dopo prende Alessandria
3 luglioTruppe francesi occupano Torino
10 luglioSconfigge i Mamelucchi a Ramayeh ed i 13 a Chebreis
21 luglioSconfigge i Mamelucchi nella battaglia delle piramidi ed il 24 entra al Cairo
1º agostoL'ammiraglio inglese Horatio Nelson distrugge la flotta francese nella rada di Abukir e muore in combattimento l'ammiraglio Brueys
17 agostoIl generale Bernadotte sposa Désirée Clary, ex fidanzata di Napoleone e sorella di Marie-Julie Clary che è la moglie di Giuseppe Buonaparte
18 agostoInsurrezione dei Cantoni di Svitto, Uri e Untervaldo contro l'occupazione francese, ma verranno sconfitti il 20 agosto
19 agostoGinevra viene annessa alla Francia e diviene capitale del Dipartimento del Lemano
22 agostoFonda l'Istituto d'Egitto: sbarco di un Corpo di spedizione francese in Irlanda (a Pillala, nord-ovest)
27 agostoIl generale francese Humbert sconfigge gli inglesi nella battaglia di Castelbar e proclama la Repubblica irlandese
2 settembreRivolta dei maltesi contro gli occupanti francesi che si asserragliano a La Valletta ove subiranno un lungo assedio (due anni) prima di capitolare
9 settembreLa Turchia dichiara guerra alla Francia
15 settembreIl generale Humbert capitola sotto l'attacco inglese in Irlanda
7 ottobreIl generale Desaix sconfigge i Mamelucchi nella battaglia di Sediman
11 ottobreDisastrosa sconfitta in mare, ad opera della flotta inglese, del secondo corpo di spedizione francese in Irlanda, alla baia di Donegal
25 ottobreLa flotta russo-turca caccia i francesi da Zante, e due giorni dopo da Cefalonia. Il 5 novembre inizierà il blocco a Corfù
16 novembreAccordo austro-inglese per il ritorno della Francia ai confini del 1789; i russi terminano l'occupazione delle isole ionie che terranno per nove anni (fino alla pace di Tilsit)
27 novembreL'armata di Ferdinando IV, Re di Napoli entra in Roma cacciandone i francesi; il giorno dopo tremila soldati inglesi sbarcano a Livorno
29 novembreTrattato di alleanza fra Russia e Regno di Napoli, firmato a San Pietroburgo
5 dicembreDisfatta delle truppe napoletane nella battaglia di Civita Castellana, ad opera delle truppe francesi guidate dal generale Jean Étienne Championnet
6 dicembreLe truppe francesi occupano il Piemonte
8 dicembreCarlo Emanuele IV di Savoia, sotto la pressione delle truppe di occupazione, rinuncia al Piemonte e mantiene la Sardegna. Il Piemonte si costituisce in Repubblica del Piemonte.
14 dicembreLe truppe francesi, agli ordini di Jean Étienne Championnet riprendono Roma, lasciata precipitosamente da Ferdinando IV re di Napoli e ripristinano la Repubblica Romana
21 dicembreFerdinando IV re di Napoli fugge da Napoli rifugiandosi sulle navi della flotta inglese comandata dall'ammiraglio Horatio Nelson; il 26 si installerà a Palermo
29 dicembreAlleanza antifrancese fra Inghilterra, Russia e Regno di Napoli (seconda coalizione)
1799
10 gennaioInsurrezione in Napoli dei sostenitori della Rivoluzione francese
23 gennaioIl generale Championnet entra in Napoli; il 26 verrà proclamata la Repubblica Napoletana
1º febbraioIl generale Louis Desaix sconfigge gli ultimi Mamelucchi ad Assuan;
il Parlamento piemontese vota a favore dell'unione del Piemonte con la Francia
13 febbraioIl generale Championnet è esonerato dal comando, sostituito da Macdonald, e richiamato a Parigi ove verrà arrestato il 24 febbraio
15 febbraioLe truppe francesi in Egitto sconfiggono i turchi ad El-Arich
25 febbraioEntra a Gaza (Palestina)
3 marzoCapitolazione delle truppe francesi a Corfù ad opera della flotta anglo-turca, dopo tre mesi di assedio
7 marzoConquista di Giaffa e massacro degli assediati; scoppia l'epidemia di peste
12 marzoIl Direttorio dichiara guerra all'Austria
17 marzoA seguito dell'occupazione della Toscana da parte delle truppe francesi, il Granduca di Toscana Ferdinando III di Toscana viene cacciato da Firenze;
19 marzoInizia l'assedio di San Giovanni d'Acri
27 marzoLe truppe austriache entrano in Verona
28 marzoIl papa Pio VI, viene trasferito prima a Grenoble e poi a Valence.
4 aprileLe truppe austriache del generale Michael von Melas e quelle russe del maresciallo Aleksandr Vasil'evič Suvorov si ricongiungono sul Mincio
15 aprileLe truppe francesi del generale Etienne Macdonald lasciano Napoli
23 aprileChiusura del Congresso di Rastatt
29 aprileDopo aver sconfitto i francesi a Magnano, le truppe di Suvorov entrano in Milano
17 maggioDopo quattro tentativi falliti di conquistare San Giovanni d'Acri, Napoleone toglie l'assedio
26 maggioLe truppe austro-russe del maresciallo Suvorov, riconquistando il Nord Italia, entrano a Torino e viene ricostituito il regno
17 giugnoRientra al Cairo
19 giugnoSconfitta dei francesi del generale MacDonald a Cassano sul Trebbia ad opera di Suvorov
il cardinale Ruffo, entrato in Napoli con le sue truppe, firma l'accordo con i repubblicani e con Francia, Russia e Turchia, per un mite trattamento dei repubblicani sconfitti; il 10 luglio rientra Ferdinando IV re di Napoli: finisce così la Repubblica napoletana
17 luglioI turchi, trasportati dalla flotta inglese, sbarcano ad Abukir
25 luglioBatte i turchi ad Abukir
15 agostoIl maresciallo Aleksandr Suvorov e il generale von Melas sconfiggono i francesi a Novi Ligure: muore in battaglia il generale Joubert, sostituito da Moreau
23 agostoParte per la Francia, lasciando il comando al generale Kléber
27 agostoSbarco di truppe anglo-russe a Den Helder (Paesi Bassi)
29 agostoPio VI muore esule a Valence.
31 agostoLa flotta inglese cattura quella olandese a Texel (isole Frisone)
19 settembreIl generale Brune interrompe lo sbarco delle forze anglo-russe a Bergen (Paesi Bassi) e le sconfiggerà il 6 ottobre a Castricum
25 settembreIl generale Andrea Massena sconfigge nella seconda battaglia di Zurigo l'esercito austro-russo dei generali Korsakov e Hotze
29 settembreIl maresciallo Suvorov, che marciava dall'Italia attraverso le Alpi in soccorso delle truppe russe in Svizzera, è costretto alla ritirata dalle truppe dei generali Andrea Massena e Nicolas Soult; il generale francese Garnier cede Civitavecchia agli inglesi e Roma alle truppe napoletane: è la fine della prima Repubblica romana; la Russia si ritira dalla coalizione
9 ottobreSbarca nella baia di St.-Raphael (Fréjus): giungerà a Parigi una settimana dopo
18 ottobreLe truppe anglo-russe sbarcate a Den Helder in agosto e comandate dal Duca di York sono sconfitte ad Alkmaar e costrette a reimbarcarsi dal generale francese Guillame Brune (Convenzione di Alkmaar)

## Il periodo consolare

Napoleone valica le Alpi (dipinto di David)

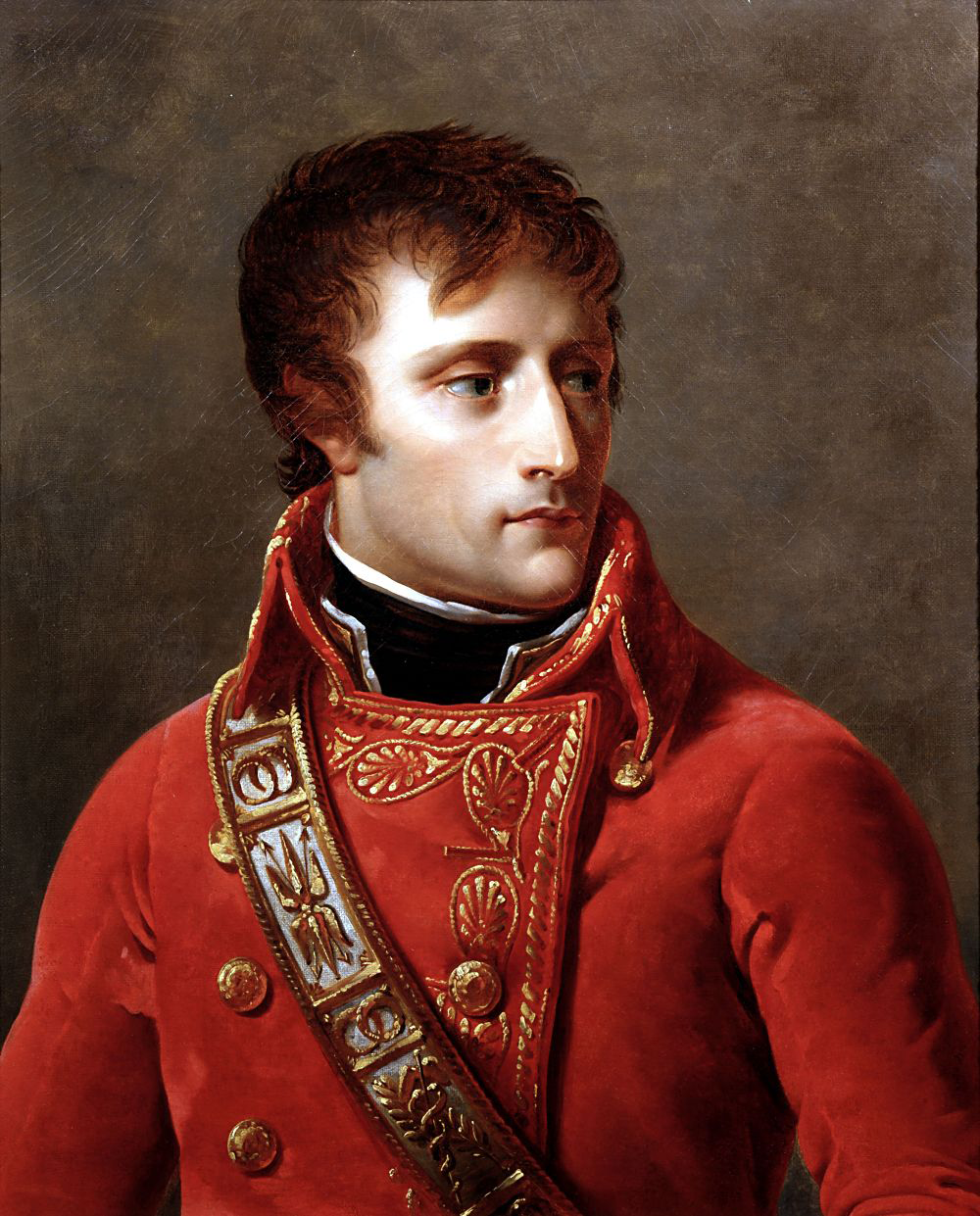
Napoleone Primo console (ritratto di Antoine-Jean Gros).

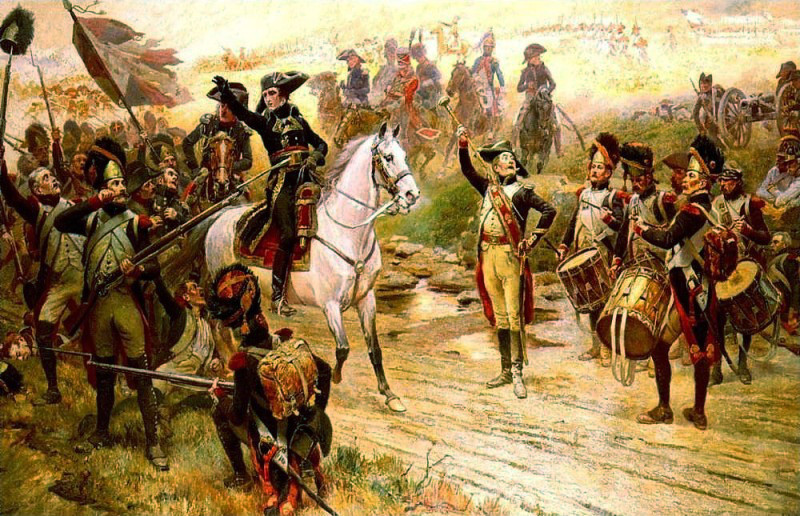
Napoleone durante la battaglia di Marengo (dipinto di Alphonse Lalauze).

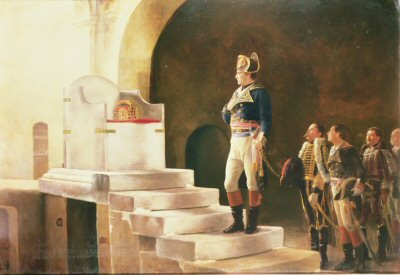
Napoleone in visita al trono di Carlo Magno nell'ottobre 1804.

23 ottobreLuciano Bonaparte è eletto Presidente del Consiglio dei Cinquecento
9 novembreColpo di Stato del 18 brumaio: si avvia il consolato di Napoleone di Napoleone, che durerà per 5 anni
10 novembreDiscorso di Napoleone all'Assemblea trasferitasi a Saint-Cloud, suo ferimento ed intervento a suo favore, sollecitato dal fratello Luciano, da parte dei Granatieri al comando di Gioacchino Murat e Victor Emanuel Leclerc
11 novembreDiviene Console con Sieyès e Ducos
12 dicembreAdozione del progetto della nuova Costituzione: Napoleone primo console, Cambacérès secondo e Lebrun terzo, per un periodo dieci anni; la nuova Costituzione verrà promulgata tre giorni dopo
1800
9 gennaioMuore ad Antibes il generale Jean Ètienne Championnet a causa di un'epidemia la quale colpì le truppe francesi
20 gennaioCarolina Bonaparte sposa Gioacchino Murat, appartenente al casato Murat, futuro re di Napoli dal 1808 al 1815
4 marzoThomas Jefferson inizia la sua prima presidenza degli Stati Uniti d'America
14 marzoViene eletto papa dal Conclave riunito in Venezia il cardinale Barnaba Chiaramonti che prende il nome di Pio VII
6 maggioParte per la seconda Campagna d'Italia
16 maggioAosta cade in mano francese: resiste il forte di Bard che viene aggirato
2 giugnoEntra acclamato in Milano
4 giugnoCapitolazione di Genova; dopo un duro assedio delle truppe austriache del generale Michael von Melas, il generale Massena è costretto ad evacuare la città con il suo esercito; il generale Jean Lannes batte gli austriaci nella battaglia di Montebello
14 giugnoDopo una fase iniziale di grave difficoltà, Napoleone sconfigge gli austriaci del generale von Melas nella decisiva battaglia di Marengo; durante i combattimenti muore il generale Louis Desaix
15 giugnoViene firmato l'armistizio con l'Austria
2 luglioRientra in Parigi
14 luglioIl generale Jean-Baptiste Kléber, comandante dell'Armata d'Egitto, viene assassinato da un sicario al Cairo: gli succede nel comando il generale Jacques François Menou che capitolerà pochi mesi dopo.
5 settembreCapitolazione dei francesi asserragliati a La Valletta ad opera di truppe inglesi e volontari maltesi: Malta entra nell'orbita inglese
30 settembreTrattato commerciale fra Stati Uniti d'America e Francia che pone fine a controversie che stavano conducendo ad una guerra
1 ottobreTrattato di San Ildefonso tra Francia e Spagna: la Louisiana passa dalla Spagna alla Francia (verrà "venduta" agli Stati Uniti nel 1803 per 80 milioni di franchi).
3 dicembreMoreau sconfigge gli austriaci dell'Arciduca Giovanni d'Asburgo-Lorena a Hohenlinden
24 dicembreAttentato della "macchina infernale"; mentre Napoleone si reca all'Opéra, in rue Saint-Nicaise esplode un carretto carico di polvere; il Primo console si salva ma muoiono ventidue persone e cinquantasei vengono ferite
1801
29 gennaioCarlo IV di Spagna (in realtà è il primo ministro Manuel Godoy l'ispiratore) e Napoleone stipulano un'alleanza contro il Portogallo
9 febbraioTrattato di Lunéville fra Austria, Russia e Francia. Confermato il trattato di Campoformio; Piemonte e Liguria alla Francia
8 marzoSbarco inglese ad Abukir sotto il fuoco dei francesi del generale Menou che sono costretti a ripiegare e rinchiudersi in Alessandria d'Egitto
21 marzoTrattato di Aranjuez tra Francia e Spagna: il Ducato di Parma e Piacenza passa alla Francia e il Granducato di Toscana diviene Regno di Etruria e passa al figlio del duca di Parma e Piacenza, Ludovico di Borbone. In Egitto, Abercromby sconfigge le forze francesi di Menou nella battaglia di Alessandria, dove però rimane ucciso.
24 marzoAlessandro I Romanov diviene Zar di tutte le Russie, succedendo al padre Paolo I Romanov, assassinato in una congiura di palazzo
12 aprileIl Piemonte, per volontà di Napoleone, diviene la 27ª Divisione Militare Francese
20 maggioDopo un ultimatum al Portogallo, cui viene imposta la chiusura dei porti alle navi inglesi, truppe spagnole appoggiate dai francesi entrano in Portogallo: ha inizio la breve guerra detta poi "guerra delle arance"
6 giugnoTrattato di Badajoz fra Spagna e Portogallo per porre fine alla cosiddetta guerra delle arance; il Portogallo, sconfitto da francesi e spagnoli, si impegna a chiudere i propri porti alle navi inglesi, a cedere alla Spagna la città di Olivença ed a pagare forti indennizzi di guerra alla Francia
16 luglioConcordato con la Chiesa (Giuseppe Bonaparte - cardinale Consalvi)
24 agostoTrattato di Parigi fra la Francia e l'Elettorato di Baviera, il quale riconosce alla Francia i propri territori a ovest del Reno in cambio dell'accesso alle compensazioni stabilite dal Trattato di Luneville
27 settembreCapitolazione del generale Menou in Egitto e fine della Campagna d'Egitto: quel che rimane dell'Armata francese rientra in patria trasportata da vascelli della marina britannica
8 ottobreTrattato di Parigi fra la Francia e l'Impero russo, con il quale il nuovo zar Alessandro I esce ufficialmente dalla seconda coalizione
1802
3 gennaioLuigi Bonaparte sposa Ortensia di Beauharnais
26 gennaioTrasformazione della Repubblica Cisalpina in Repubblica Italiana presieduta da Napoleone stesso (vice presidente Francesco Melzi d'Eril)
25 marzoTrattato di Amiens con l'Inghilterra, che dovrà evacuare Malta mentre la flotta francese dovrà lasciare i porti napoletani
10 maggioCon un decreto viene ripristinata la schiavitù (e la tratta degli schiavi) delle persone di colore
4 giugnoCarlo Emanuele IV di Savoia, re di Sardegna, abdica a Roma in favore del fratello Vittorio Emanuele; morirà in Roma diciassette anni dopo
4 agostoPromulgata la nuova Costituzione: è console a vita e designerà lui gli altri due
settembreIl Piemonte, diviso in sei dipartimenti, viene annesso alla Francia
2 novembreIl generale Victor Emanuel Leclerc marito di Paolina Bonaparte, muore di febbre gialla ad Haiti, ove era stato inviato a catturare il ribelle Toussaint Louverture
1803
19 febbraioViene firmato l'Atto di Mediazione (preparato da una commissione di rappresentanti dei Cantoni e dei partiti svizzeri più alcuni consiglieri di stato francesi nominati dal Bonaparte) che sancisce la nuova Costituzione elvetica che durerà per oltre dieci anni. In concomitanza viene firmato anche un trattato di alleanza fra Francia e Svizzera che fa ricadere quest'ultima nell'orbita politica francese.
8 aprileVendita della Louisiana agli Stati Uniti d'America
13 maggioRipresa delle ostilità contro l'Inghilterra
16 maggioL'Inghilterra dispone la cattura in mare di tutte le navi francesi ed olandesi. La Francia dichiara guerra all'Inghilterra
25 maggioIniziano i preparativi per l'invasione dell'Inghilterra
1804
15 febbraioArresto del generale Moreau per cospirazione contro Napoleone
27 febbraioArresto dell'ex generale Pichegru, rientrato segretamente dall'Inghilterra, cospiratore con Georges Cadoudal e Jean Victor Marie Moreau
9 marzoCattura dello chouan Georges Cadoudal, esponente della ribellione vandeana
21 marzoEsecuzione del Duca d'Enghien, rapito pochi giorni prima ad Ettenheim nel Baden
5 aprileil generale Pichegru viene ritrovato strangolato nel carcere del Tempio

## L'Impero

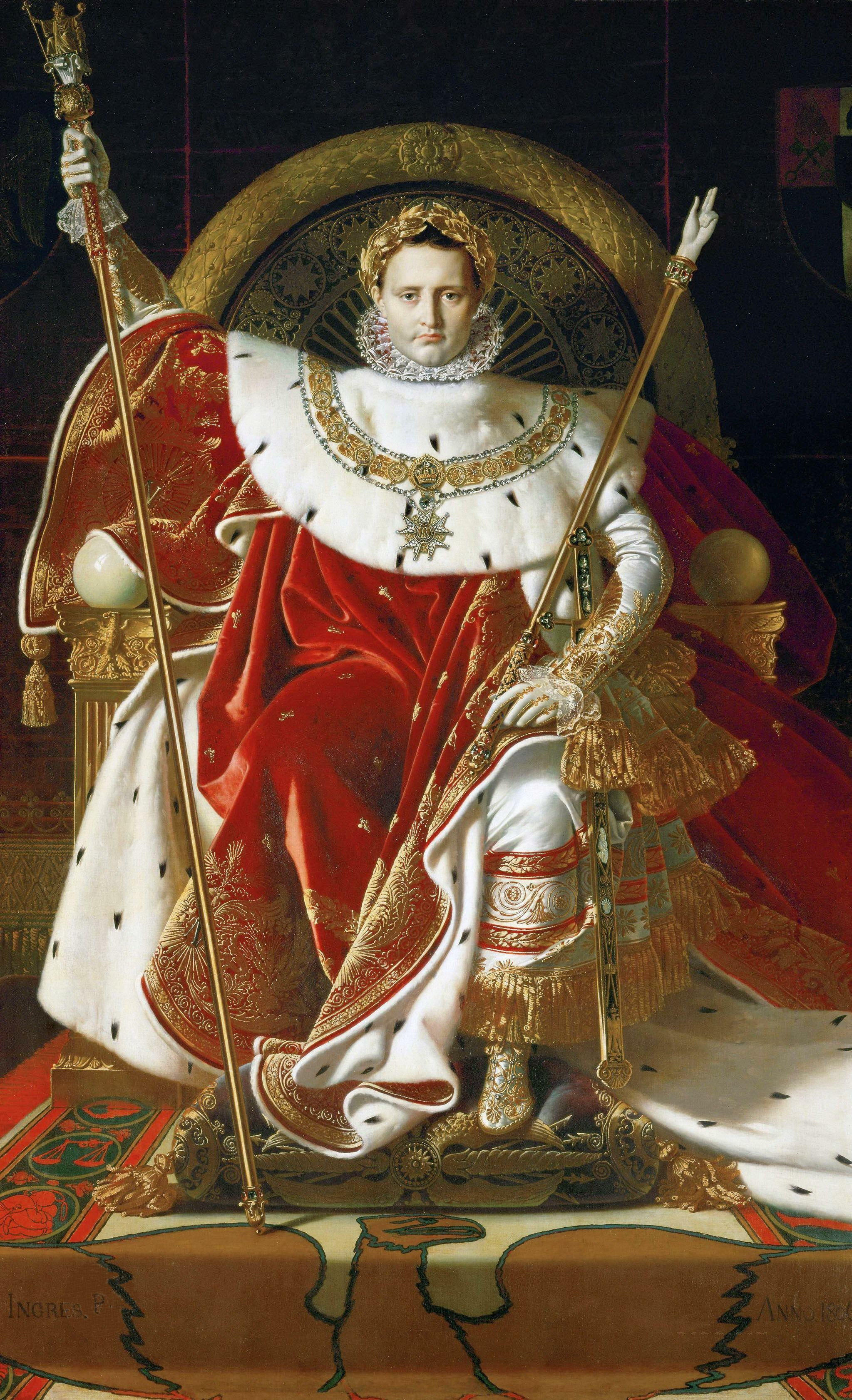
Ingres, Napoleone sul trono imperiale

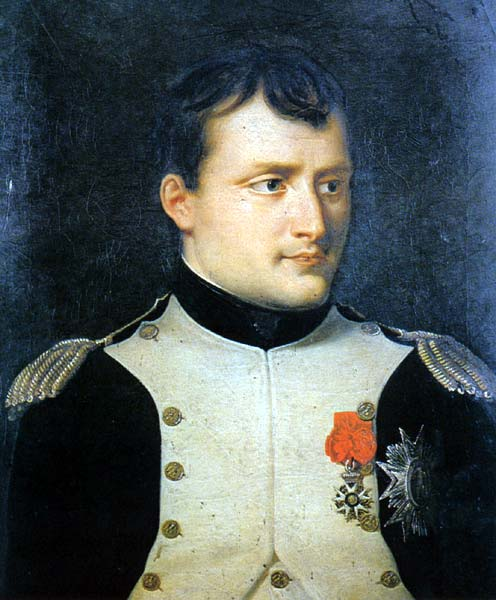
Napoleone imperatore dei francesi.

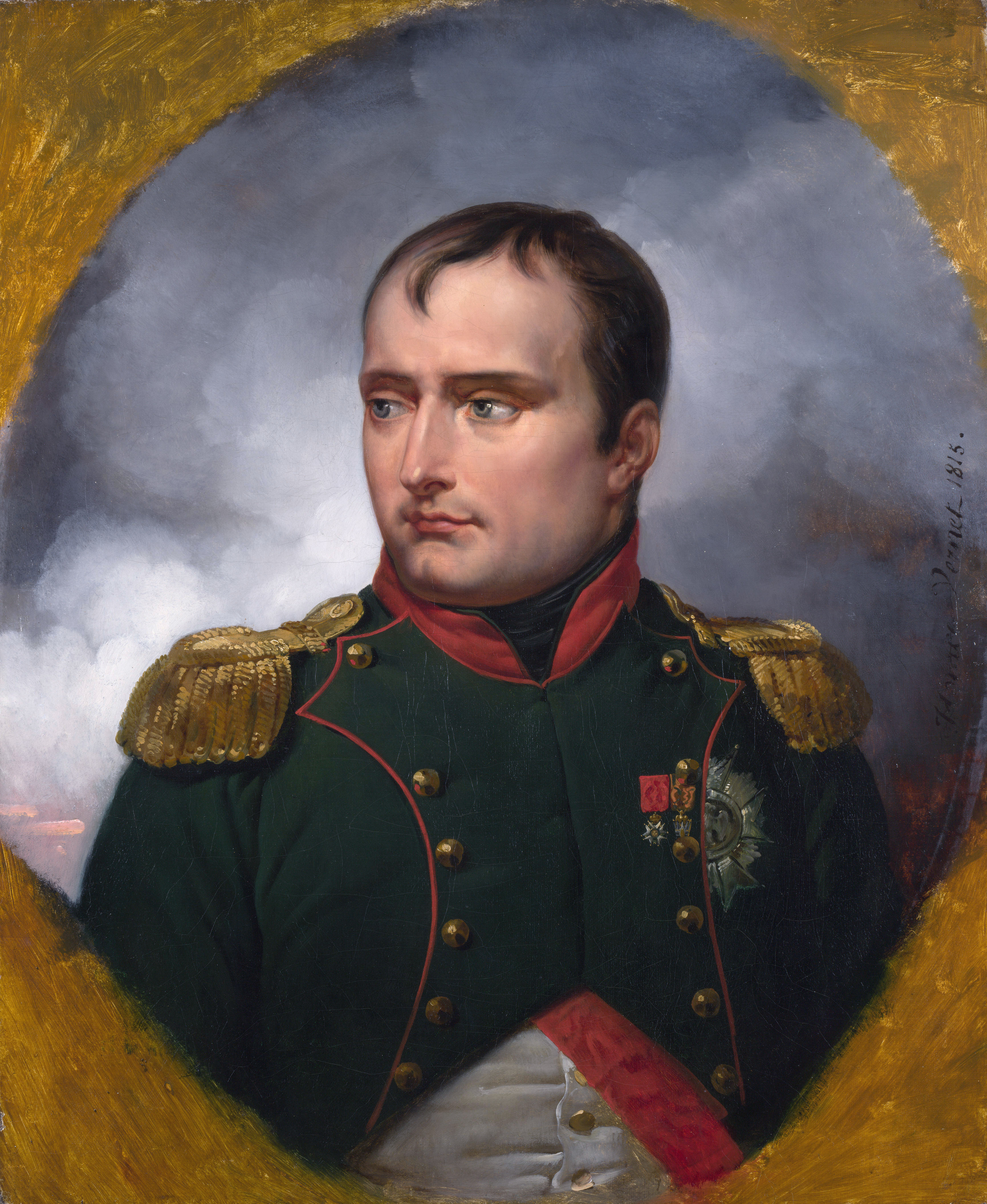
Napoleone I.

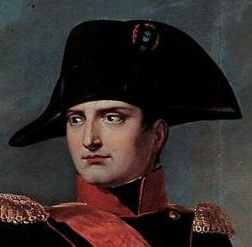
Napoleone alla battaglia di Wagram.

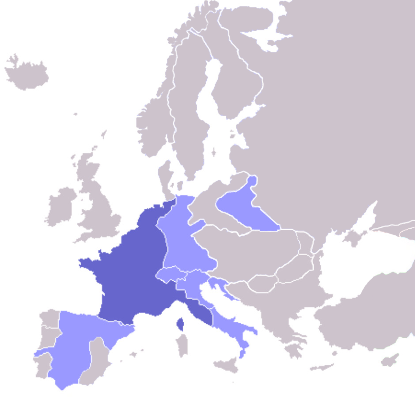
L'impero al suo apogèo nel 1811
Blu = Impero francese
Celestino = Alleati dell'Impero

18 maggioIl Senato lo proclama Imperatore
10 giugnoIl generale Moreau viene condannato a due anni di carcere: Napoleone ne accetta la richiesta di esilio negli Stati Uniti d'America; tornerà nel 1813 in Europa come consulente militare dello zar e morirà nella battaglia di Dresda
Georges Cadoudal, condannato a morte, verrà ghigliottinato il 26 giugno dopo essersi rifiutato di chiedere la grazia
5 giugnoLuigi Bonaparte diviene Re d'Olanda
1º dicembreIl pomeriggio, alle Tuileries ed in forma privata, sposa con rito religioso (celebrante lo zio, cardinale Fesch) Giuseppina di Beauharnais
2 dicembresi autoincorona "Imperatore dei Francesi" nella Cattedrale di Notre-Dame, alla presenza e con la benedizione di Papa Pio VII
1805
17 marzoI deputati italiani lo proclamano Re d'Italia
30 marzoL'ammiraglio Villeneuve salpa da Tolone con la flotta francese diretto alle Antille per allontanare la flotta inglese dall'Inghilterra e poi tornare a proteggere il trasporto delle truppe francesi destinate ad invadere l'Inghilterra
18 maggioIn Milano, alla presenza del papa Pio VII s'incorona Re d'Italia (viceré Eugenio di Beauharnais, figlio di primo letto di Giuseppina Bonaparte)
25 maggioLa Liguria viene annessa alla Francia e divisa in tre dipartimenti
23 giugnoCreazione del Principato di Lucca e Piombino: ne sarà principessa Elisa Bonaparte
luglioRiuscita la manovra diversiva contro la flotta britannica, l'ammiraglio Villeneuve ritorna con la sua in Europa ma, dopo un poco significativo scontro con navi inglesi al largo di Ferrol, ripara nel porto di Cadice insieme alla flotta spagnola anziché attestarsi a sbarrare La Manica
13 agostoDetta a Pierre Daru, intendente generale dell'esercito, gli ordini di operazione per il trasferimento della Grande Armata sul fronte tedesco per affrontare gli eserciti delle potenze della Terza coalizione
21 agostoInizio della marcia di trasferimento della Grande Armata verso il Reno
22 settembreTrattato di neutralità del Regno di Napoli con la Francia, subito violato con la richiesta di aiuto a Russia ed Inghilterra
24 settembreLa Grande Armata inizia il passaggio del Reno; il giorno dopo Napoleone arriva a Strasburgo e assume il comando dell'esercito
15 ottobreSconfigge gli austriaci del generale Karl Mack von Leiberich nella Battaglia di Ulma; l'esercito austriaco viene accerchiato ed è costretto alla capitolazione il 20 ottobre
21 ottobreLa flotta franco-spagnola, comandata dall'ammiraglio Villeneuve, viene distrutta a Trafalgar dalla flotta inglese al comando dell'ammiraglio Nelson che muore in battaglia, colpito da un tiratore francese. L'ammiraglio Villeneuve, fatto prigioniero dagli inglesi e poi rilasciato sulla parola, si suiciderà per la vergogna sei mesi dopo (26 aprile 1806 a Rennes)
25 ottobreTrattato di Potsdam: la Prussia si impegna con la Russia ad entrare in gioco come "mediatrice armata" entro dicembre
13 novembreEntra in Vienna
2 dicembreSchiacciante e decisiva vittoria di Napoleone contro l'esercito austro-russo nella battaglia di Austerlitz (la "battaglia dei tre imperatori")
26 dicembrePace di Presburgo:
- Bratislava e l'Arcivescovado di Salisburgo vanno all'Austria
- Veneto, Istria e Dalmazia al Regno d'Italia
- Tirolo, Trento, Burgau ed altre alla Baviera.
- Riconoscimento della situazione italiana da parte dell'Austria.
- Nasce la Confederazione del Reno con Baviera, Baden, Württemberg ed altri stati tedeschi minori, sotto la protezione francese

31 dicembreTermina "l'era repubblicana": viene abolito il calendario rivoluzionario francese e ripristinato il calendario gregoriano a partire dal 1º gennaio 1806.
1806
9 gennaioLe truppe francesi invadono il Regno di Napoli, fuga dei Borboni in Sicilia;
15 febbraioGiuseppe Bonaparte è nominato Re del Regno di Napoli
9 marzoIl generale francese Jean Reynier sbaraglia l'esercito borbonico napoletano comandato da Roger de Damas in Calabria nella battaglia di Campotenese
maggioBlocco navale inglese di tutti i porti dall'isola d'Elba a Brest ed ordine di Bonaparte di chiusura dei porti alle navi inglesi. Pio VII si rifiuta di chiudere agli inglesi il porto di Civitavecchia
4 luglioI britannici del generale Stuart sbarcano in Calabria e sconfiggono i francesi del generale Reynier nella battaglia di Maida
6 agostoFrancesco II rinuncia ufficialmente al titolo di Imperatore del Sacro Romano Impero (S.R.I.) assumendo il nome di Francesco I Imperatore d'Austria
10 agostoKlemens von Metternich presenta a Napoleone le credenziali di Ambasciatore di "Sua Maestà l'Imperatore d'Austria" a Parigi
1º settembrePreparativi per attaccare la Prussia (guerra della quarta coalizione contro Prussia, Russia, Inghilterra e Svezia)
18 settembreI prussiani occupano Dresda
7 ottobreInizio dell'avanzata in massa della Grande Armata guidata da Napoleone attraverso il Frankenwald per attaccare l'esercito prussiano
14 ottobreInfligge una pesante sconfitta ai prussiani nella battaglia di Jena; vittoria contemporanea del maresciallo Louis Nicolas Davout nella battaglia di Auerstädt; l'esercito prussiano viene messo in rotta

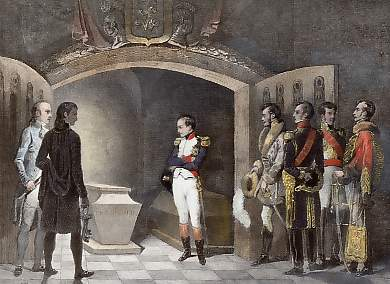
Napoleone visita la tomba di Federico II di Prussia.

26 ottobreraggiunge Potsdam; visita insieme ai suoi aiutanti la tomba di Federico II di Prussia
27 ottobreEntra a Berlino
29 ottobreIl maresciallo Gioacchino Murat costringe alla resa le truppe superstiti del principe Hohenlohe a Prenzlau
6 novembrePresa di Lubecca da parte delle truppe napoleoniche del maresciallo Jean-Baptiste Jules Bernadotte e del maresciallo Nicolas Soult; resa del generale Gebhard von Blücher.
10 novembreIl maresciallo Michel Ney conquista Magdeburgo, resa della guarnigione prussiana
21 novembreOrdina il Blocco continentale (Decreto di Berlino): divieto di attracco di qualsiasi nave battente bandiera inglese nei porti soggetti al dominio francese
dicembreLa Turchia, sollecitata in tal senso da Napoleone, dichiara guerra alla Russia
26 dicembre"Manovra del Narew" di Napoleone: si combattono la battaglia di Pułtusk e la battaglia di Golymin, i russi riescono ad evitare la disfatta e ripiegano verso est
1807
29 gennaioLa Turchia dichiara guerra anche all'Inghilterra
3 febbraioBattaglia di Ionkovo, fallisce il nuovo tentativo di Napoleone di accerchiare l'esercito russo
8 febbraioBattaglia di Eylau contro i russi del generale Levin August von Bennigsen; dopo aspri scontri sotto una tempesta di neve e pesanti perdite per entrambe le parti, i russi abbandonano il campo di battaglia e si ritirano
maggioMuore Napoleone Carlo, primo figlio di Luigi Bonaparte
28 maggiol'armata borbonica al comando del principe d'Assia-Philippsthal viene sconfitta a Mileto
14 giugnoSconfigge i russi del generale Bennigsen nella battaglia di Friedland; vittoria decisiva della Grande Armata
8 luglioPace di Tilsit: la Prussia perde la Vestfalia (che diviene Regno sotto Girolamo Bonaparte), Danzica, che diviene città libera, e parte della Polonia (creazione del Granducato di Varsavia, sotto l'egida francese) e inoltre deve aderire al Blocco continentale; Alessandro I di Russia cede i suoi possedimenti nel bacino del Mediterraneo (Cattaro e le isole Ionie) ma ha mano libera nella Finlandia svedese
28 luglioTalleyrand si dimette da ministro degli Affari esteri e viene sostituito da Champagny.
22 agostoGirolamo Bonaparte, futuro re di Vestfalia, sposa Caterina, figlia del re di Württemberg.
fine agostoI britannici sbarcano in Danimarca, occupano Copenaghen e catturano la flotta danese.
27 ottobreConvenzione (segreta) di Fontainebleau fra Napoleone e Manuel Godoy (primo ministro spagnolo) per la spartizione del Portogallo fra Francia e Spagna: non verrà mai attuata
15 novembreCrea il regno di Vestfalia e ne proclama re il fratello Girolamo Bonaparte
23 novembrePromulga il primo Decreto di Milano: vi sono elencate alcune merci, fra cui quelle coloniali, che verranno considerate "a priori" come provenienti dall'Inghilterra. Inoltre ogni nave anche non inglese che attracchi in un porto di un paese soggetto al Blocco continentale provenendo da un porto inglese sarà soggetta alla confisca del carico.
17 dicembrePromulga il secondo Decreto di Milano: le navi neutrali di cui al primo decreto verranno considerate prive di nazionalità e quindi passibili di cattura in alto mare da parte delle navi francesi che effettuano la guerra di corsa
19 novembreLe truppe francesi del generale Junot entrano in Portogallo e raggiungono Lisbona, contemporaneamente entrano anche truppe spagnole alleate dei francesi, ma il principe reggente João e la sua corte hanno lasciato il paese due giorni prima diretti in Brasile a bordo di navi inglesi scortate dalla flotta del commodoro inglese William Sidney Smith
1808
3 febbraioLe truppe francesi del generale Miollis entrano in Roma; il generale diviene Governatore di Roma (rimarrà tale fino al 1813)
17 marzoRivolta di Aranjuez contro il ministro Manuel Godoy, le truppe francesi entrano in Madrid
19 marzoCarlo IV di Borbone, re di Spagna, abdica a favore del figlio Ferdinando, principe delle Asturie che viene proclamato re con il nome di Ferdinando VII.
20 aprileNasce ad Ortensia Bonaparte, moglie di Luigi, Carlo Luigi Napoleone Bonaparte, il futuro Napoleone III di Francia
Napoleone è a Bayonne ove incontra Ferdinando VII di Spagna, il padre Carlo e la madre
2 maggioRivolta antifrancese a Madrid
João (il futuro Giovanni VI del Portogallo) ripudia il Trattato di Badajoz (1801)
5 maggioImpone a Ferdinando VII di riconoscere il padre, Carlo IV di Spagna, come legittimo Re, a Carlo IV di abdicare successivamente a favore di Giuseppe Bonaparte mentre a Napoli andrà come re il generale Gioacchino Murat, marito di Carolina Bonaparte
7 luglioGiuseppe Bonaparte diviene Re di Spagna ma poco dopo, a Bailén, il generale Dupont capitola di fronte ai rivoltosi spagnoli comandati dal Castaños; idem per Junot a Sintra, sconfitto dal generale inglese sir Arthur Wellesley, futuro Duca di Wellington e Giuseppe Bonaparte deve fuggire da Madrid
1º agostoGioacchino Murat diviene Re di Napoli ove entrerà ufficialmente il 6 settembre
20 agostoil generale Junot viene nuovamente sconfitto a Vimiero (Portogallo) da sir Arthur Wellesley, I duca di Wellington, tuttavia, con la Convenzione di Sintra, viene consentito (generali Dalrymple e Burrad, contro il parere dello Wellesley) a Junot ed alle sue truppe di reimbarcarsi su navi inglesi e rientrare in Francia
25 settembreResistenza spagnola ai francesi: si forma la Giunta del Supremo Governo Centrale che opera in nome di re Ferdinando VII e ne è primo Presidente il conte di Floridablanca
27 settembreIncontra ad Erfurt lo zar Alessandro I per convincerlo ad allearsi con lui contro l'Austria ma non ci riesce
5 novembreInizia la campagna di Napoleone in Spagna; l'imperatore raggiunge Vitoria per assumere il comando delle truppe francesi; il maresciallo Nicolas Soult sconfigge gli spagnoli nella battaglia di Gamonal ed occupa Burgos
23 novembreIl maresciallo Jean Lannes sconfigge gli spagnoli nella battaglia di Tudela
4 dicembreMadrid si arrende a Napoleone; poco dopo Giuseppe Bonaparte rientrerà in Madrid come Re di Spagna
22 dicembreLascia Madrid con le sue truppe per attaccare l'armata britannica del generale John Moore che batte in ritirata.
30 dicembreFormazione della quinta coalizione che include anche l'Austria
1809
3 gennaioRaggiunge Astorga dove abbandona il comando dell'armata, lasciando la direzione dell'inseguimento dei britannici al maresciallo Soult, quindi si trasferisce a Valladolid
13 gennaioIl generale Victor sconfigge gli spagnoli del generale Venegas ad Uclés
14 gennaioIl maresciallo Nicolas Soult sconfigge nella battaglia di La Coruña il generale britannico John Moore che muore in battaglia: i britannici si imbarcano e lasciano la Spagna.
17 gennaioLascia Valladolid per rientrare a Parigi e preparare la guerra contro l'Austria
4 marzoJames Madison si insedia come presidente degli Stati Uniti d'America
29 marzoIl maresciallo Nicolas Soult, dove aver invaso il Portogallo, vince la prima battaglia di Oporto
11 aprileLa flotta britannica attacca le navi francesi alla rada nell'isola di Aix, l'Austria entra in guerra
19 aprileIl maresciallo Louis Nicolas Davout sconfigge gli austriaci nella battaglia di Teugen
20 aprilesconfigge gli austriaci nella battaglia di Abensberg
21 aprilesconfigge le truppe austriache del generale Hiller nella battaglia di Landshut
22 aprilesconfigge l'esercito austriaco dell'arciduca Carlo nella battaglia di Eckmühl
23 aprileConquista di Ratisbona, Napoleone viene leggermente ferito ad un alluce da un colpo di fucile
9 maggioEntra a Vienna
12 maggio: Nella penisola iberica, il generale Arthur Wellesley, comandante dell'esercito britannico sbarcato alla baia di Mondego il 22 aprile, sconfigge il maresciallo Soult nella seconda battaglia di Oporto
17 maggioDecreta la fine del potere temporale dei Papi per punire il Papa di non aver chiuso agli inglesi il porto di Civitavecchia, Pio VII lo scomunica
21 maggioBattaglia di Aspern-Essling contro l'arciduca Carlo, fallimento dei piani di Napoleone e ritirata dei francesi; il maresciallo Jean Lannes, gravemente ferito, morirà nove giorni dopo
6 luglioSconfigge l'arciduca Carlo nella decisiva battaglia di Wagram
Il generale Etienne Radet, su ordine diretto di Napoleone, trae in arresto Papa Pio VII e lo fa deportare a Savona
27-28 luglioIl generale Arthur Wellesley, futuro primo Duca di Wellington, rientrato nella penisola Iberica, sconfigge i francesi, guidati dal maresciallo di Francia Victor e da Giuseppe Bonaparte, nella battaglia di Talavera
12 ottobreArrestato a Schönbrunn Friedrich Staps, che si preparava ad accoltellarlo: verrà giustiziato pochi giorni dopo.
15 ottobreFirma del Trattato di Pace con l'Austria (Trattato di Schönbrunn)
18 dicembreDivorzia da Giuseppina
1810
6 gennaioTrattato di pace con la Svezia che aderisce al Blocco continentale
31 gennaioLa resistenza spagnola crea il Consiglio di Reggenza per conto di re Ferdinando VII
1º marzoSposa, per procura, Maria Luisa d'Asburgo-Lorena, figlia di Francesco I imperatore d'Austria; la celebrazione ufficiale del matrimonio avrà luogo a Parigi il primo aprile
1º luglioLuigi Bonaparte abdica al trono di Olanda in favore del figlio Napoleone Luigi, (1803 – 1831), per i contrasti con il fratello Imperatore
9 luglioper decreto di Napoleone il regno d'Olanda viene soppresso ed il territorio olandese annesso alla Francia
21 agostoJean-Baptiste Jules Bernadotte viene eletto dagli stati generali svedesi erede al trono di Svezia, con il nome di Carlo Giovanni; regnerà poi col nome di Carlo XIV
24 ottobreSi insediano in Spagna le nuove Cortes Generales che prepareranno la Costituzione
13 dicembreAlessandro I di Russia vìola il trattato di Tilsit autorizzando l'attracco delle navi inglesi nei porti russi
1811
20 marzoNasce Napoleone Francesco Giuseppe Carlo, figlio di Napoleone Bonaparte e di Maria Luisa d'Asburgo-Lorena; riceverà il titolo di Re di Roma
1812
19 gennaioSir Arthur Wellesley conquista in Spagna la città-fortezza di Ciudad Rodrigo tenuta dai francesi
24 febbraioTrattato di alleanza con la Prussia
18 marzoLe Cortes promulgano a Cadice, in nome di Ferdinando VII di Spagna, la nuova Costituzione Spagnola
6 aprileI britannici, guidati dal generale Wellington, conquistano, dopo un mese di assedio, la fortezza spagnola di Badajoz ove s'era asserragliato un grosso contingente di truppe napoleoniche
27 aprileUltimatum dello Zar Alessandro I: le truppe francesi devono ritirarsi ad ovest del fiume Elba e la Russia non deve essere soggetta al Blocco continentale

## La campagna di Russia e il crollo dell'impero

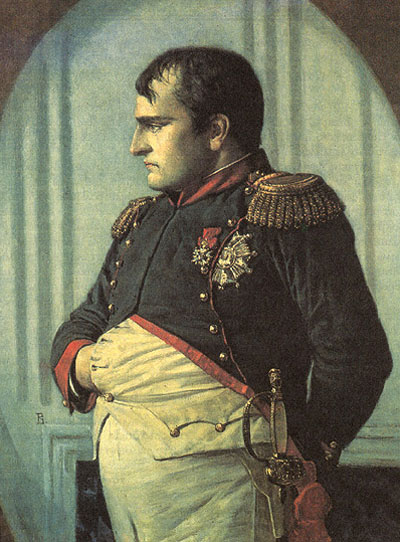
Napoleone nel palazzo Petrovskij al Cremlino.

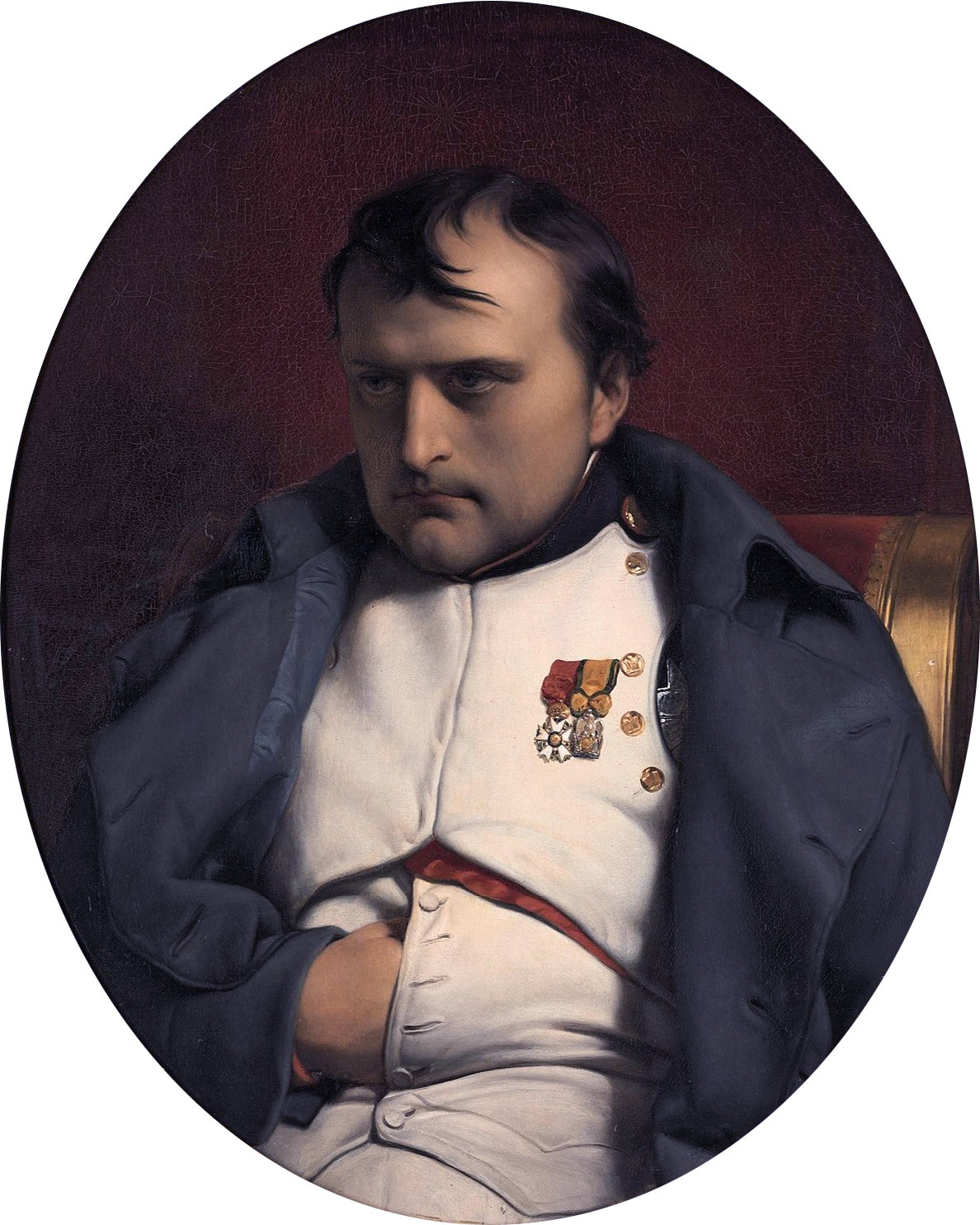
Napoleone nel 1814.

9 maggioParte da Parigi per raggiungere la Grande Armée ed attaccare la Russia
25 maggioRaggiunge Dresda dove si incontra con numerosi re e principi degli stati alleati della Francia
4 giugnoGli Stati Uniti d'America dichiarano guerra all'Inghilterra (guerra del 1812)
24 giugnoAlla testa delle truppe della Grande Armata varca il Niemen: inizia la Campagna di Russia
28 giugnoRitirata dei russi, Napoleone raggiunge e occupa Vilna
10 luglio"Manovra di Vilna"; Napoleone sferra un'offensiva combinata per accerchiare l'armata del generale Pëtr Bagration
22 luglioIl duca di Wellington sconfigge i francesi del maresciallo Auguste Marmont nella battaglia di Salamanca
23 luglioBattaglia di Mogilev; il maresciallo Louis Nicolas Davout sconfigge le truppe russe del generale Bagration ma non riesce a fermarle; fallimento della "manovra di Vilna"
25 luglioBattaglia di Astroŭna; la retroguardia russa copre la ritirata dell'armata del generale Michael Andreas Barclay de Tolly
29 luglioContinua l'avanzata della Grande Armata in Russia; Napoleone raggiunge Vitebsk
12 agostoWellington entra in Madrid; il Re, Giuseppe Bonaparte, lascia la città (16 agosto) ove però rientrerà il 2 novembre
17 agostoVince la battaglia di Smolensk; i russi incendiano la città e si ritirano
19 agostoBattaglia di Valutino, il maresciallo Michel Ney sconfigge la retroguardia dell'esercito russo in fuga da Smolensk
30 agostoLa Svezia di Bernadotte si allea con la Russia
7 settembreVince dopo un lungo e sanguinoso combattimento la battaglia di Borodino ("battaglia della Moscova")
14 settembreEntra a Mosca
16 settembreScoppia l'incendio di Mosca
19 ottobreLascia Mosca: inizia la ritirata
23 ottobreBattaglia di Malojaroslavec; nonostante la sconfitta dei russi, Napoleone decise di continuare la ritirata verso Smolensk
23 ottobreUn tentativo di colpo di Stato a Parigi ad opera del generale Claude François de Malet ed altri fallisce per l'intervento del governatore militare Pierre-Augustin Hulin: gli insorti verranno fucilati il 29 ottobre.
3 novembrel'armata francese subisce gravi perdite nella Battaglia di Vjaz'ma.
28 novembrel'armata francese riesce a varcare la Beresina dopo una sanguinosa battaglia.
5 dicembreLascia l'Armata in ritirata per rientrare a Parigi ove arriverà il 19 mattino.
1813
25 gennaioAccordo fra Napoleone e Papa Pio VII sul Nuovo Concordato fra la Chiesa e la Francia a Fontainebleau: il testo viene fatto pubblicare da Napoleone il 13 febbraio all'insaputa del Papa che voleva fosse prima approvato dal Sacro Collegio e che il 14 marzo lo dichiarerà nullo. Il decreto di ratifica verrà comunque emesso il 25 marzo
5 febbraioL'ex generale francese Bernadotte diviene Re di Svezia con il nome di Carlo XIV
28 febbraioConvenzione di Kalisch: trattato segreto fra Federico Guglielmo III di Prussia ed Alessandro I di Russia in chiave antinapoleonica in cui Alessandro I garantisce alla Prussia il ristabilimento dei confini ante 1806, la Prussia mette a disposizione 80.000 combattenti
17 marzoFederico Guglielmo III di Prussia con il proclama An mein Volk ("Al mio popolo") esorta i prussiani alla guerra contro la Francia, guerra che assumerà il nome di Deutsche Befreiungskrieg ("Guerra di liberazione tedesca")
15 aprileRiparte per riprendere la campagna militare dopo aver nominato Reggente in sua assenza la moglie Maria Luisa d'Asburgo-Lorena (30 marzo)
2 maggioSconfigge nella battaglia di Lützen le truppe russo-prussiane dei generali Gebhard von Blücher e Peter Wittgenstein
18 maggioL'ex Maresciallo dell'Impero Bernadotte, ora re di Svezia, sbarca con circa 22.000 soldati a Stralsund e si unisce alle truppe della sesta coalizione
21 maggioSconfigge i russo-prussiani nella battaglia di Bautzen
4 giugnoArmistizio di Pleiswitz (inizialmente fino al 20 luglio e poi fino al 10 agosto) e negoziati a Praga
21 giugnoWellington, al comando delle truppe anglo-ispano-portoghesi sbaraglia i francesi del maresciallo Jourdan nella battaglia di Vitoria;
Giuseppe Bonaparte riconosce come legittimo re Ferdinando di Borbone e lascia definitivamente la Spagna
12 agostoRiprende la guerra; l'Austria, fino al momento neutrale, si schiera con la coalizione
23 agostovon Bülow, comandante di un corpo d'armata dell'armata di Bernadotte sconfigge il generale Jean Reynier dell'armata di Oudinot nella battaglia di Großbeeren
26 agostoMacdonald viene sconfitto da Blücher nella battaglia del Katzbach.
27 agostoSconfigge il nemico nella battaglia di Dresda; il generale Moreau, tornato dagli Stati Uniti d'America per servire lo Zar, viene ferito in battaglia e morirà sette giorni dopo.
28 agostoil Regno di Baviera, alleato di Napoleone, firma l'armistizio con la coalizione.
6 settembreVon Bülow sconfigge Ney nella battaglia di Dennewitz.
1º ottobreEliminazione del Regno di Vestfalia: pochi giorni dopo Girolamo Bonaparte se ne va
16-18 ottobreViene sconfitto, dopo quattro giorni di aspri scontri, nella battaglia di Lipsia
30 ottobreSconfigge gli austro-bavaresi di Wrede nella battaglia di Hanau
9 novembreRientra in Parigi
11 dicembreFerdinando di Borbone sale al trono di Spagna e abolisce la Costituzione del 1812
1814
14 gennaioGrazie al contributo fornito alla coalizione, la Svezia (Bernadotte) ottiene la sovranità sulla Norvegia
23 gennaioNomina luogotenente generale dell'Impero il fratello Giuseppe e lascia Parigi per riprendere il comando dell'esercito
10 febbraioSconfigge Blücher a Champaubert
11 febbraioSconfigge le truppe del generale Sacken a Montmirail e quindi a Vauchamps ed il 17 mette in rotta, dopo un'aspra battaglia il Württemberg a Montreau
7 marzoSconfigge nuovamente Blücher a Craonne
14 marzoRiconquista Reims
17 marzoVince a Torcy
28 marzoGiuseppe Bonaparte autorizza i marescialli dell'Impero ad iniziare le trattative con la coalizione per la capitolazione di Parigi e lascia la città con Maria Luisa e Carlo Napoleone
31 marzoAlessandro I di Russia redige a Parigi, ispirato da Talleyrand, il famoso "proclama" che verrà reso pubblico l'indomani
1º aprileSi installa a Fontainebleau; il Senato lo dichiara destituito; il generale Marmont manovra in modo da far catturare le proprie truppe dagli austriaci e rientra da solo in Parigi
5 aprileIl Senato approva il nuovo progetto di Costituzione (che verrà rimaneggiato da Luigi XVIII di Francia) ed i plenipotenziari dell'Imperatore, Caulencourt, Ney e Macdonald firmano il trattato che regola le sorti della famiglia Bonaparte
10 aprileWellington sconfigge Soult a Tolosa
12 aprileFirma la rinuncia a tutte le pretese sul regno di Francia per sé e per i suoi discendenti e l'accettazione per sé del "regno" dell'isola d'Elba: partirà da Parigi il 20 aprile per l'isola ove sbarcherà il 4 maggio
16 aprileIl Conte d'Artois, fratello di Luigi XVIII, rientrato a Parigi come luogotenente generale del regno di Francia, titolo conferitogli dal Senato su proposta di Talleyrand, costituisce ufficialmente il Governo provvisorio della Francia sotto forma di Consiglio di Stato che inizia la trattative per la pace
Viene annunciata la revoca del Blocco continentale
24 aprileLuigi di Borbone, conte di Provenza, fratello del defunto Luigi XVI e futuro Luigi XVIII re di Francia, sbarca a Calais
26 aprileAccordo preliminare con le potenze vincitrici: riconoscimento dei confini francesi del 1792, evacuazione delle fortezze occupate dai francesi fuori dei loro confini e ritiro dalla Francia delle truppe occupanti della coalizione
3 maggioLuigi XVIII entra a Parigi come re di Francia; forma subito (13 maggio) un nuovo governo di cui Talleyrand è ministro degli Affari esteri con incarico di trattare la pace con la coalizione (otterrà Mulhouse, Landau e Chambéry ma dovrà cedere le isole Tobago e Sainte Lucie e la sua parte di Santo Domingo)
20 maggioVittorio Emanuele I di Savoia, re di Sardegna, rientra in Torino dall'esilio: con il Trattato di Parigi (30 maggio), il Piemonte tornerà sotto il suo regno, al quale si aggiungerà Genova con tutta la Liguria e gli verranno restituite Nizza e gran parte della Savoia
29 maggioMuore Giuseppina di Beauharnais
30 maggioTrattato di pace di Parigi tra Francia e le potenze della coalizione (ratificato da tutte tranne che dalla Spagna che lo ratificherà il 20 luglio); è previsto (art. 32) un futuro Congresso a Vienna per definire il nuovo assetto dell'Europa;
4 giugnoLuigi XVIII di Francia promulga la nuova Costituzione
1º novembreApertura ufficiale del Congresso di Vienna
25 dicembreFirma a Gand della pace fra Stati Uniti d'America ed Inghilterra
1815
3 gennaioConvenzione segreta fra Francia, Inghilterra ed Austria per l'attuazione di quanto concordato a Parigi il 30 maggio 1814
26 febbraioNapoleone si imbarca a Portoferraio sul brigantino francese Incostant e salpa per la Francia
1º marzoSbarca in Francia su una spiaggia del golfo Juan: hanno inizio i Cento giorni
15 marzoGioacchino Murat, contro il parere di Napoleone, inizia le ostilità contro l'Austria
19 marzoRientra a Parigi di dove, qualche giorno prima, Luigi XVIII è fuggito
20 marzoViene formalizzata e siglata dalle otto potenze la proposta di sistemazione della Svizzera e la sua futura neutralità
25 marzoAustria, Inghilterra, Prussia e Russia firmano un Trattato contro Napoleone (rinnovo del trattato di Chaumont) e due giorni dopo la Francia monarchica, tramite Talleyrand, vi aderisce e via via aderiscono tutti gli Stati tedeschi
2 aprileLe truppe napoletane di Gioacchino Murat entrano in Bologna
7 aprileFrancesco I d'Austria proclama che, d'intesa con le altre potenze vincitrici, verranno annessi all'impero austriaco il Veneto, la Lombardia (con la Valtellina), ad ovest fino al Ticino ed il Lago Maggiore ed a sud fino al Po incluso il territorio di Mantova sulla riva destra del Po.
10 aprileRespinte le avances di Gioacchino Murat per un accordo, l'Austria gli dichiara guerra (8 aprile) ed inizia l'avanzata delle sue truppe verso sud
2 maggioVittorio Emanuele I di Savoia stipula un accordo con l'Inghilterra che finanzierà l'intervento piemontese contro la Francia (15.000 uomini) ed il 20 un altro analogo con l'Austria.
3 maggioGioacchino Murat è sconfitto dagli austriaci nella battaglia di Tolentino ed il 21 partirà da Napoli per la Corsica, lasciando ai generali Carrascosa e Colletta il compito di trattare con il nemico (Trattato di Casalanza del 20 maggio)
1º giugnoIl generale Berthier muore cadendo da una finestra: pare escluso il suicidio ma non l'omicidio
7 giugnoFerdinando IV Re di Napoli rientra nella sua città: assumerà il nome di Ferdinando I, re delle Due Sicilie
8 giugnoFormazione e ratifica della Costituzione della "Confederazione germanica", costituita da ben trentotto fra Stati sovrani e città libere, amministrata da una dieta di 17 membri, presieduta dal rappresentante dell'Austria, con sede a Francoforte
9 giugnoChiusura del Congresso di Vienna. Per la penisola iberica vengono riconosciuti i diritti del Portogallo ed annullati gli effetti del Trattato di Badajoz (1801). La Spagna, contrariata per l'attribuzione del Ducato di Parma, Piacenza e Guastalla a Maria Luisa d'Asburgo-Lorena, ratificherà l'accordo, con tutte le altre pattuizioni, solo due anni dopo a Parigi
12 giugnoParte da Parigi per iniziare la battaglia in Belgio contro le truppe della coalizione
15 giugnoHa inizio il conflitto fra austro-piemontesi e francesi in Savoia
16 giugnoSconfigge Blücher a Ligny
Muore in combattimento a Quatre-Bras nei pressi di Waterloo Federico Guglielmo, duca di Brunswick, figlio del defunto Carlo Guglielmo Ferdinando

## La fine

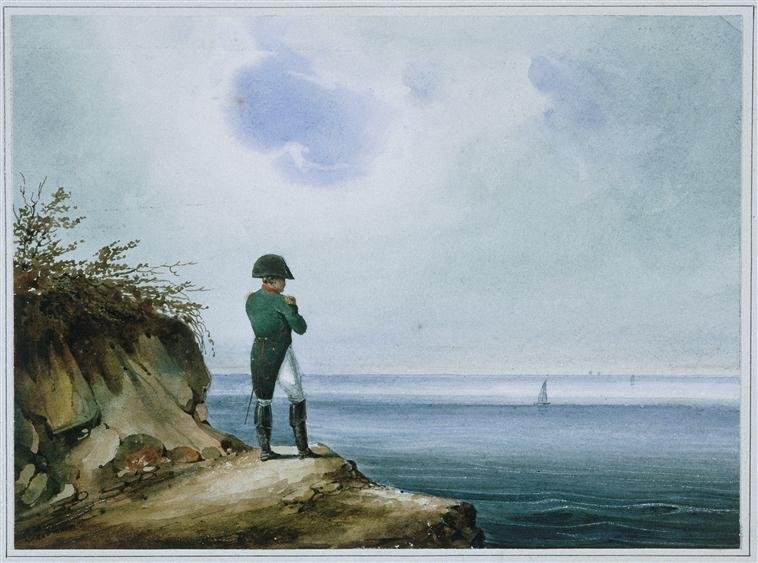
Napoleone a Sant'Elena

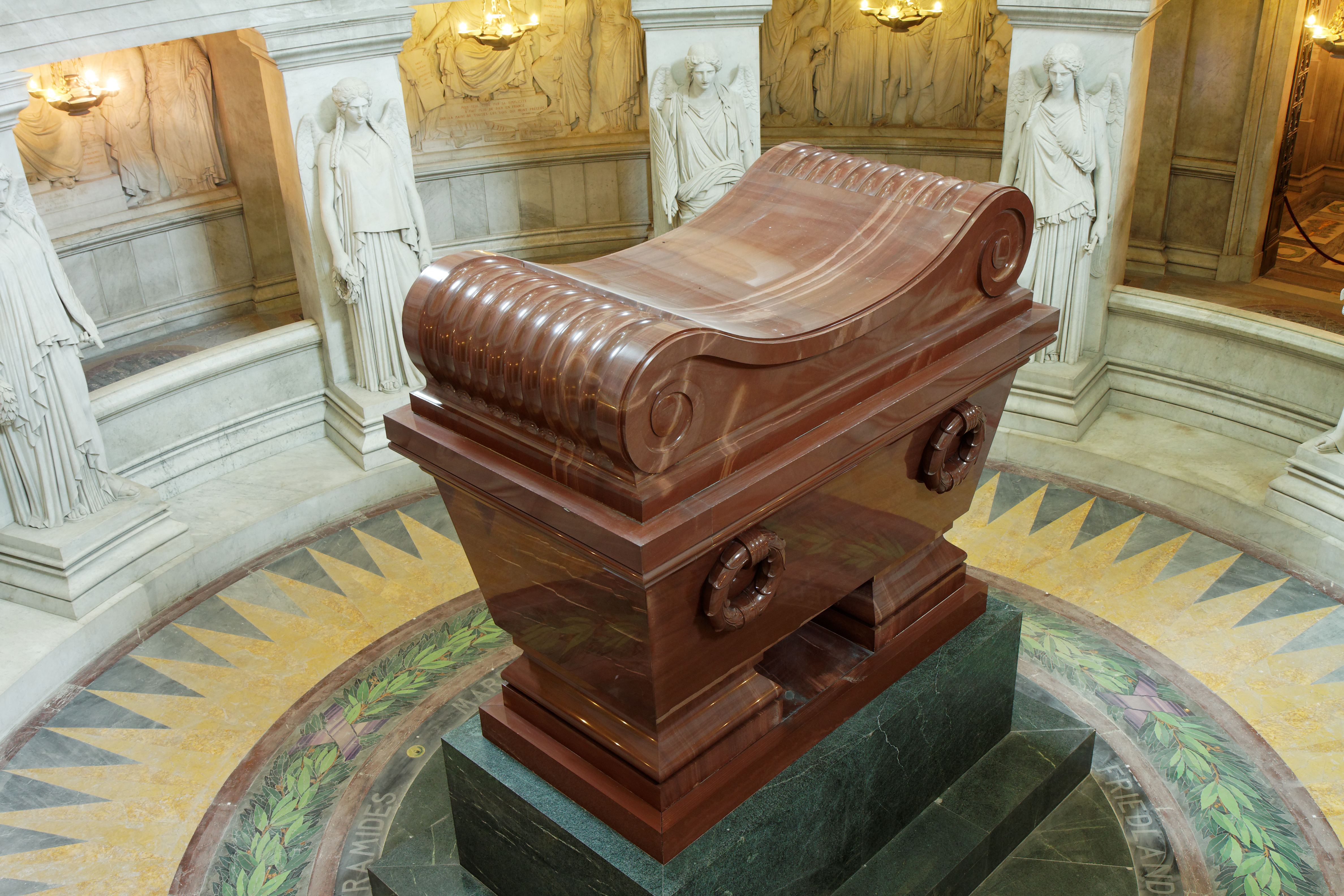
La Tomba di Napoleone nella chiesa di Saint-Louis des Invalides

18 giugnoViene sconfitto a Waterloo dagli eserciti anglo-prussiani di Wellington e Blücher.
21 giugnoRientra a Parigi, rimanendovi per otto giorni
7 luglioPio VII rientra in Roma
8 luglioLuigi XVIII rientra a Parigi
9 luglioGrenoble, assediata dagli austro-piemontesi, dopo la sconfitta di tre giorni prima, si arrende: è la fine della guerra con la Francia
16 luglioAll'isola di Aix si consegna agli inglesi e sale sul Bellerophon che fa rotta verso l'Inghilterra e attracca a Plymouth il giorno 23
9 agostoViene trasferito come prigioniero di guerra sul Northumberland che fa rotta verso l'isola di Sant'Elena ove giunge il 15 ottobre
8 ottobreGioacchino Murat sbarca in Calabria con 200 soldati ma viene catturato, processato e giustiziato a Pizzo Calabro
1819
6 ottobreMuore a Roma Carlo Emanuele IV di Savoia
1820
1º gennaioInsurrezione in Spagna (Cadice) di alcuni ufficiali dell'Esercito
29 gennaioMuore a Londra il re d'Inghilterra Giorgio III: regnava dal 1760
7 marzoFerdinando VII di Spagna presta giuramento alla Costituzione del 1812, proclamata pochi giorni prima a La Coruña
6 luglioDopo alcuni moti, il re delle Due Sicilie, Ferdinando I, dichiara che proclamerà la nuova Costituzione sul modello di quella spagnola promulgata a Cadice nel marzo 1812
17 luglioInsurrezione a Palermo
1821
5 maggioNapoleone muore a Sant'Elena e vi viene sepolto
1824
16 settembreMuore Luigi XVIII ritornato sul trono dopo la restaurazione
1830
2 agostoCarlo X di Francia l'ultimo re di Francia della dinastia Borbone abdica
1840
8 ottobreViene riesumata la salma a Sant'Elena
15 dicembreVengono celebrati i funerali solenni a Parigi. La tumulazione avviene nella cappella Saint-Jérôme dell'Hôtel des Invalides
1861
2 aprileTerminati i lavori di realizzazione del sarcofago di quarzite, i resti mortali vi vengono trasferiti per la definitiva sistemazione nella sala centrale sotto alla cupola dell'Hôtel des Invalides